# Ainaro (Gemeinde)
| Munisípiu Ainaru (tetum) Município de Ainaro (port.) |            |            |
| Regenzeit in Maubisse                                |            |            |
| Daten                                                |            |            |
| Hauptstadt                                           | Ainaro     | Ainaro     |
| Fläche                                               | 802,59 km² | 802,59 km² |
| Einwohnerzahl (2022)                                 | 73.115     | 73.115     |
| Zahl der Haushalte (2022)                            | 12.328     | 12.328     |
| ISO 3166-2:                                          | TL-AN      | TL-AN      |
| Verwaltungsämter                                     | Einwohner  | Fläche     |
| Ainaro                                               | 17.786     | 237,65 km² |
| Hato-Udo                                             | 11.618     | 246,99 km² |
| Hatu-Builico                                         | 15.134     | 129,34 km² |
| Maubisse                                             | 28.577     | 191,60 km² |
| Karten                                               |            |            |
| Übersichtskarte der Gemeinde Aileu                   |            |            |
| Administrative Aufteilung                            |            |            |

Ainaro (tetum Ainaru) ist eine Gemeinde in Osttimor. Sie liegt südlich der Landeshauptstadt Dili und reicht vom zentralen Bergrücken der Insel Timor mit fast 3000 m bis zu den Schwemmebenen der Südküste an der Timorsee. Die Mambai sind in Ainaro die dominierende Ethnie. Daneben leben dort Bunak, Kemak und Tetum.

## Name
Der Name der Gemeinde leitet sich von „Ai Naruk“ ab, dem Mambai-Wort für „hoher Baum“. Dies verweist auf die Ai-Kapiri-Bäume, die in der Region wachsen. Durch die Portugiesen wurde der Name zu „Ainaro“ verballhornt. Der traditionelle Name für die Region „Or Luli“ (Mambai für „heiliger Baum“) wird heute noch von den Lian Nain bei Zeremonien verwendet, zum Beispiel bei der Sergala, mit der wichtige Gäste begrüßt werden.

## Geographie

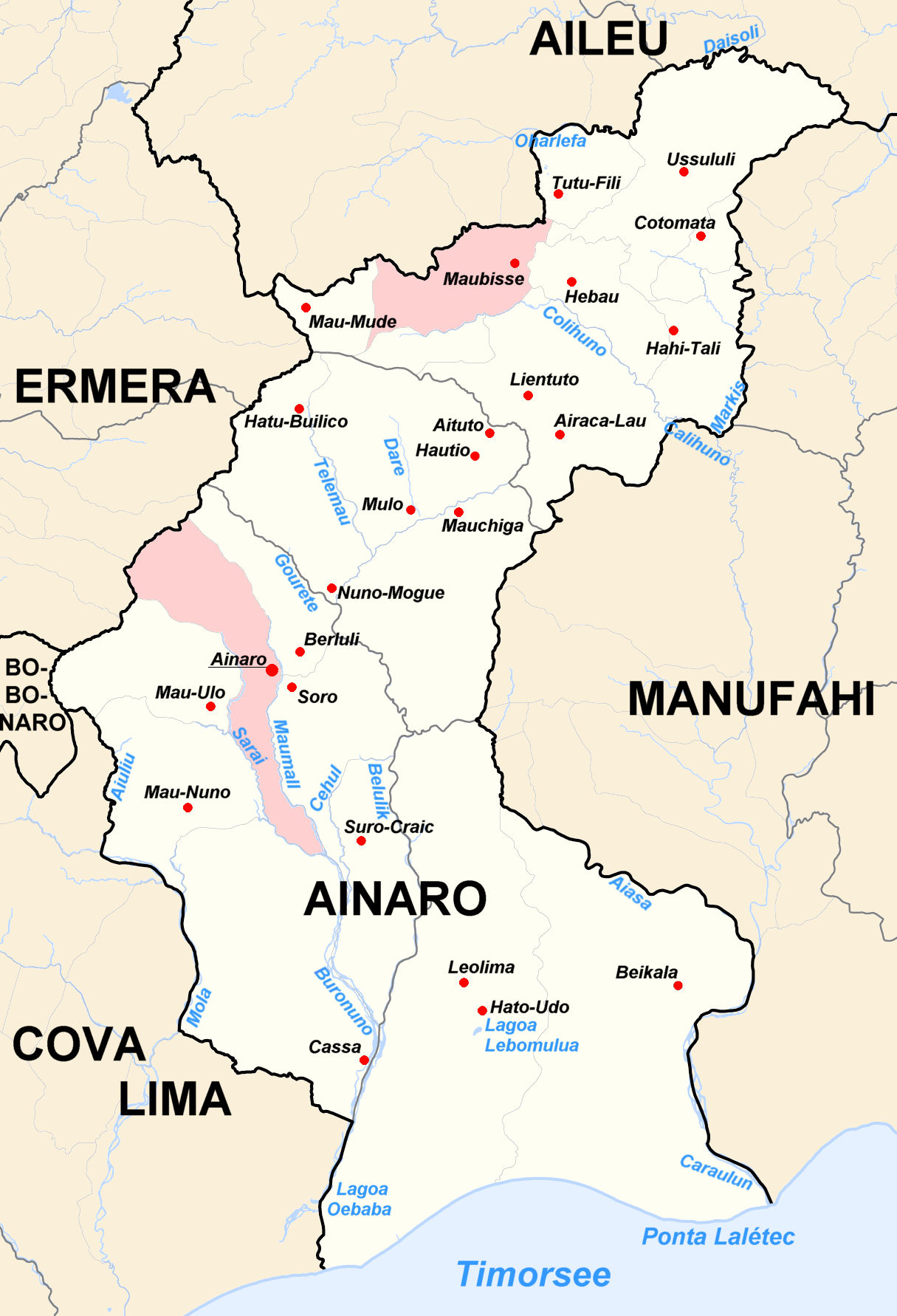
Ortschaften und Flüsse in Ainaro (Grenzen von vor 2015)

### Übersicht
Wie die anderen Gemeinden Osttimors wurde auch Ainaro bis 2014 noch als „Distrikt“ bezeichnet. Ihm untergeordnet sind die „Verwaltungsämter“, die bis dato „Subdistrikte“ genannt wurden. Die Gemeinde Ainaro teilt sich in die Verwaltungsämter Ainaro, Hato-Udo, Hatu-Builico und Maubisse. Während der indonesischen Besatzungszeit wurde um 1977 der damalige Subdistrikt Turiscai abgetrennt und dem Distrikt Manufahi angeschlossen, wofür Hato-Udo 1978 von Manufahi zu Ainaro wechselte. 2003 wurde der Subdistrikt Mape-Zumalai von Ainaro abgetrennt und dem Distrikt Cova Lima zugeschlagen.
Hauptstadt der Gemeinde ist das gleichnamige Ainaro. In ihr leben 5.217 Menschen. In der Stadt Maubisse sind es 3.370.
Ainaro hat eine Fläche von 802,59 km² und liegt an der Südküste Osttimors, an der Timorsee. Im Südosten befindet sich der Ponta Lalétec. Im Norden grenzt es an die Gemeinde Aileu, im Osten an Manufahi, im Südwesten an Cova Lima, im Westen an Bobonaro und im Nordwesten an Ermera. 45 % der Fläche der Gemeinde liegen über 1000 m, weitere 36 % über 100 m. In Richtung Süden fällt das Land zum Meer hin ab und wird zu Flachlandsavannen. Im Norden und im Zentrum Ainaros herrscht Bergland mit mehreren hohen Erhebungen vor, wie dem Ailora (2008 m), Suro-lau (1261 m), dem Mamalau (Manlau, 1400 m) und den Cablac-Bergen (2491 m). Vom Verwaltungsamt Hatu-Builico führt eine Aufstiegsroute in die Ramelau-Berge auf den Tatamailau (2963 m), Timors höchsten Berg, dessen Gipfel jenseits der Ostgrenze im benachbarten Ermera liegt. Das Gebiet um den Tatamailau ist wegen seiner Bedeutung für die Vogelwelt als Important Bird Area eingestuft. Seit 2000 sind der Gipfel des Saboria (über 2000 m) und die umliegenden Wälder ein Wildschutzgebiet. Östlich der Hauptstadt Ainaro befindet sich der Nationalpark Kay Rala Xanana Gusmão, der bis in die Nachbargemeinde Manufahi reicht.
Wichtigster Fluss ist der Belulik (Bé-lulic), der von Nord nach Süd den Großteil der Gemeinde durchfließt und dessen zahlreiche Quellflüsse im Bergland von Ainaro entspringen. Im Südosten bildet der Caraulun (Carau-úlun) mit seinen zahlreichen Flussinseln die Grenze zu Manufahi. Teilweise entspringen seine Quellflüsse im Verwaltungsamt Maubisse, im Norden Ainaros. Im Westen fließt der Mola entlang der Grenze zu Cova Lima, bevor er dorthin schwenkt.

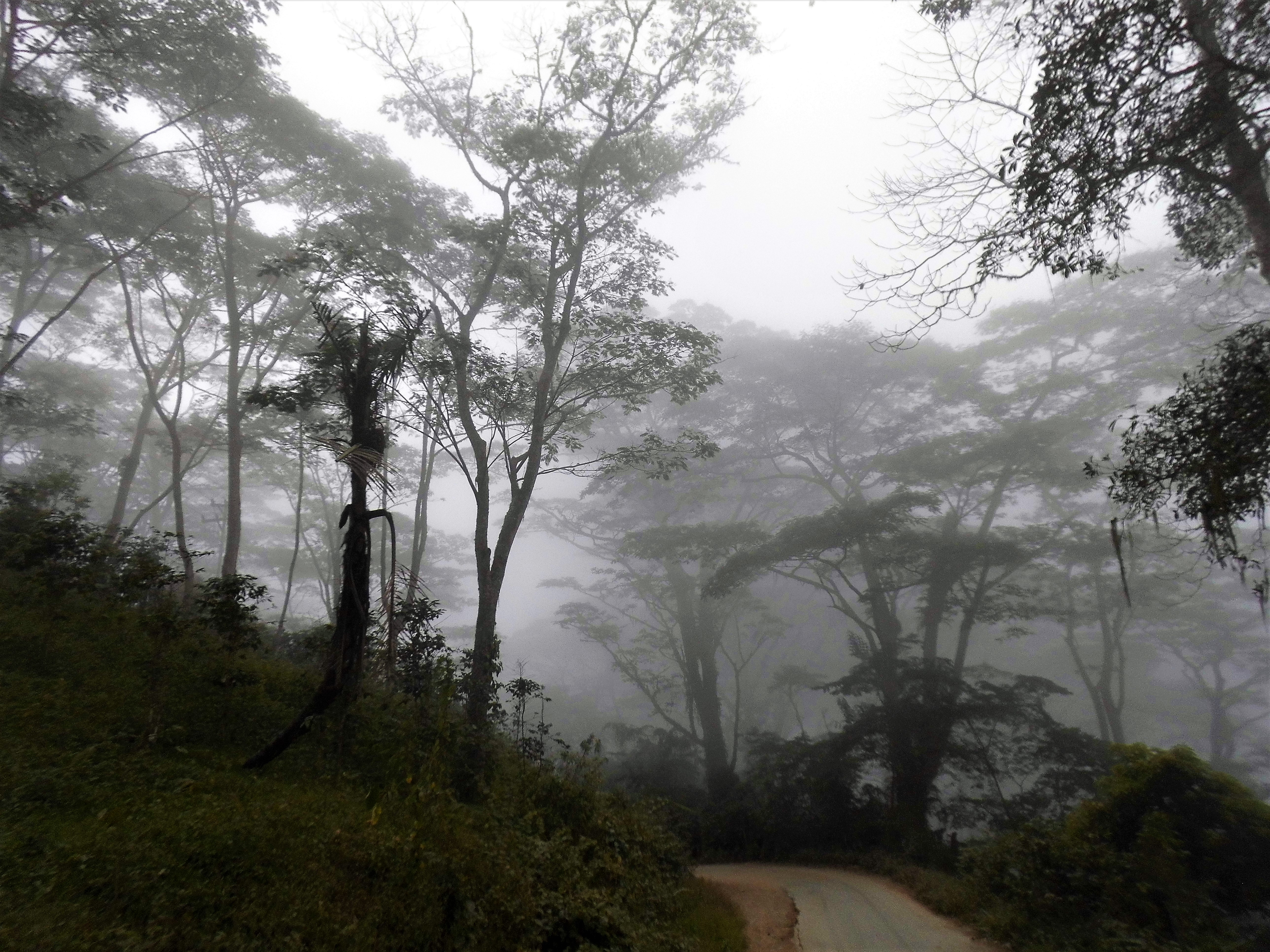
Nebel in einem Wald bei Maubisse im Mai
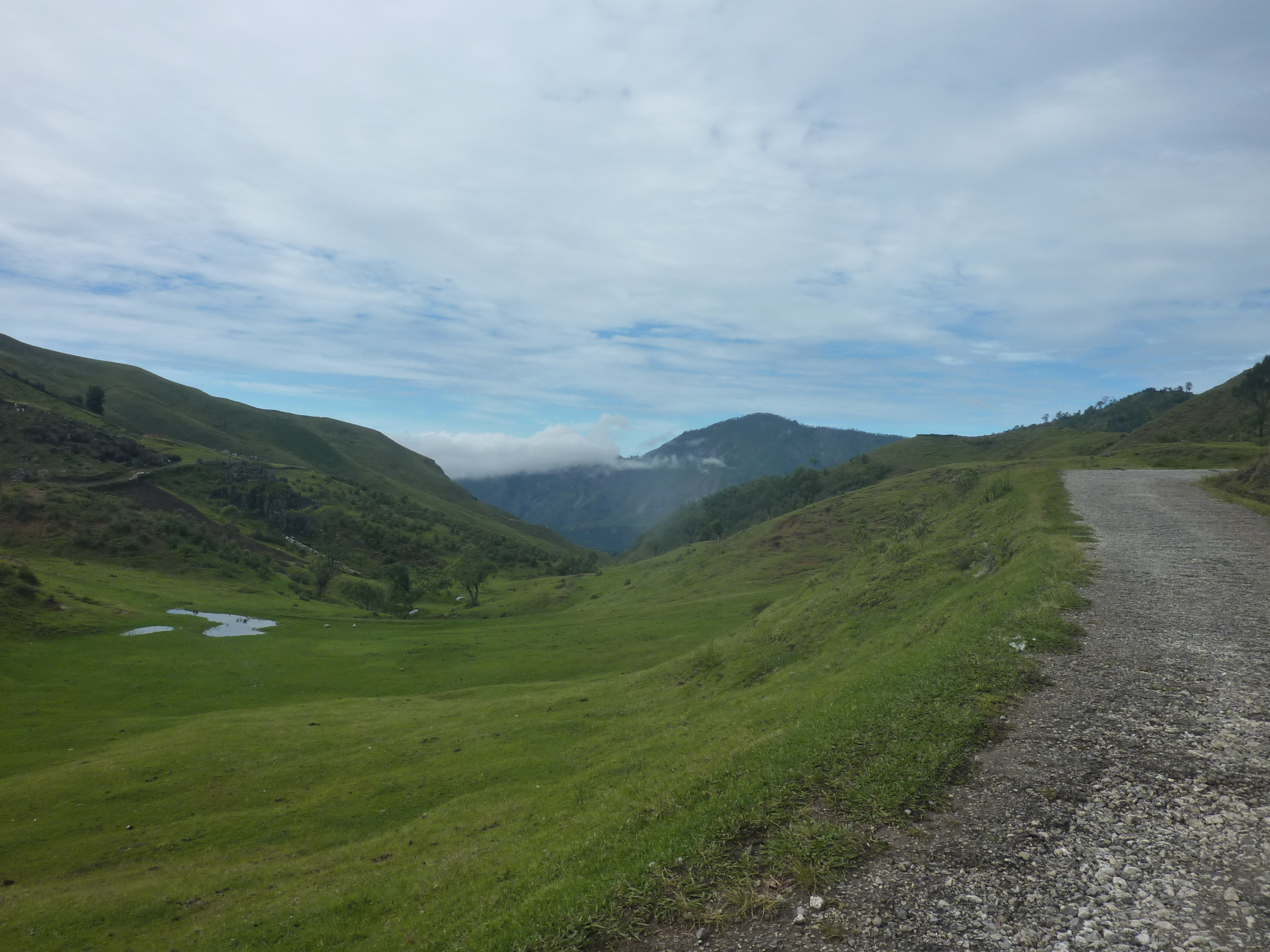
Zwischen Maubisse und Hatu-Builico
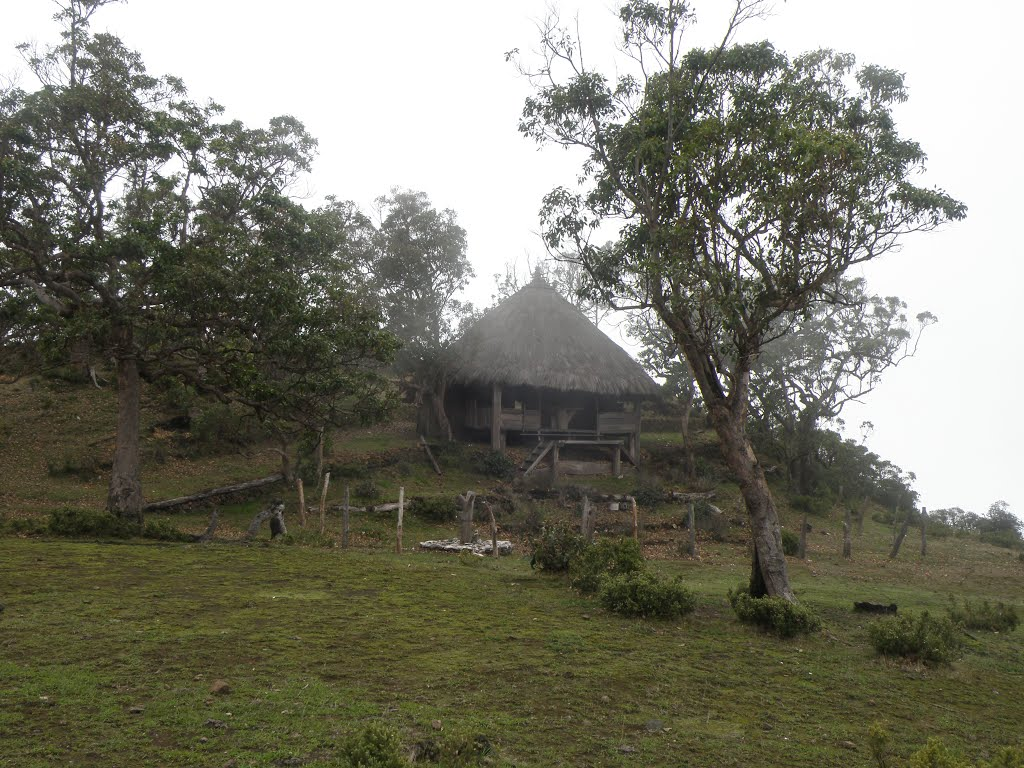
Hütte auf etwa 2500 m Höhe auf dem Tatamailau
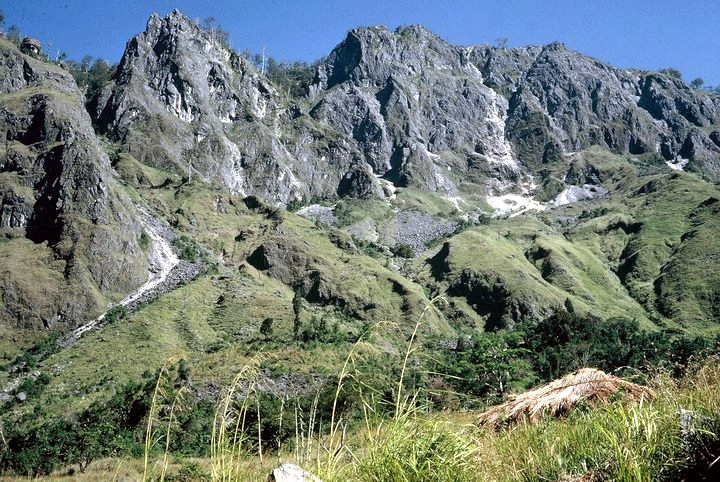
Die Cablac-Berge

### Klima

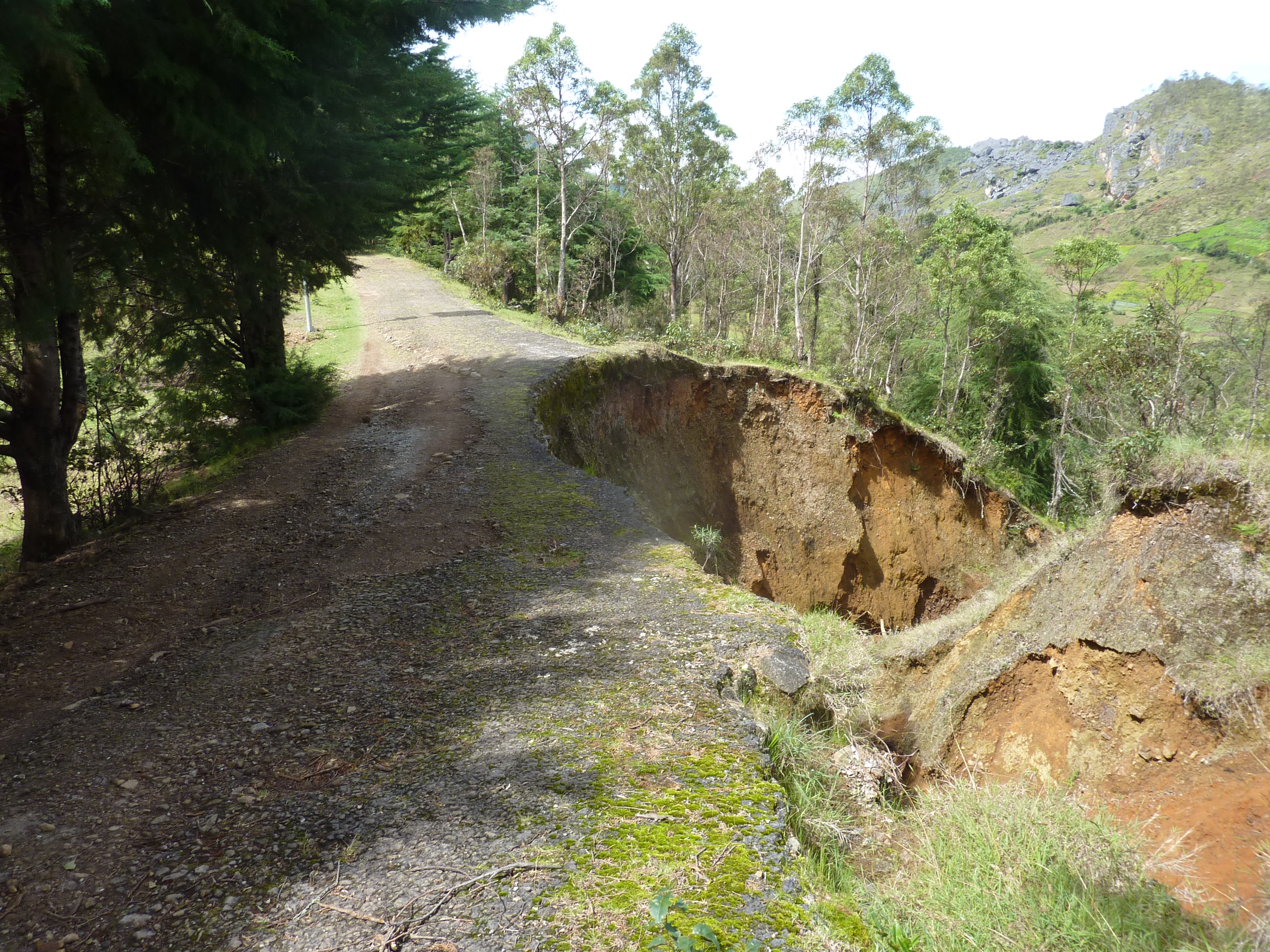
Das Straßennetz leidet in der Regenzeit jedes Mal

Die Regenzeit fällt zwischen Oktober und Juni. Etwa zur selben Zeit steigen auch die Temperaturen an. Der kälteste Monat ist der August. In der Hauptstadt Ainaro können die Temperaturen dann auf knapp 15 °C fallen, im gebirgigen Maubisse sogar noch tiefer.

Klimadiagramme
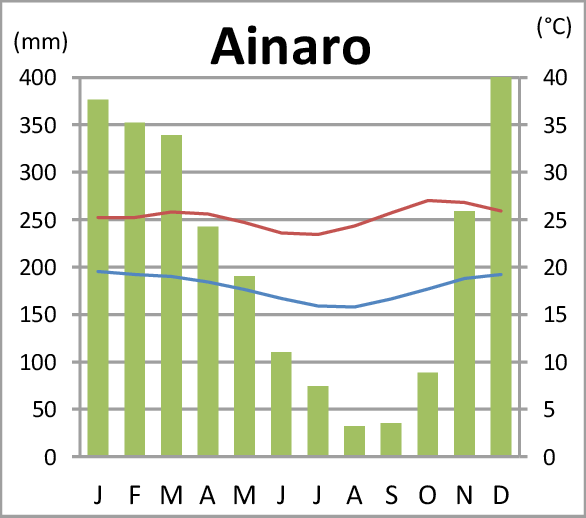
Ainaro
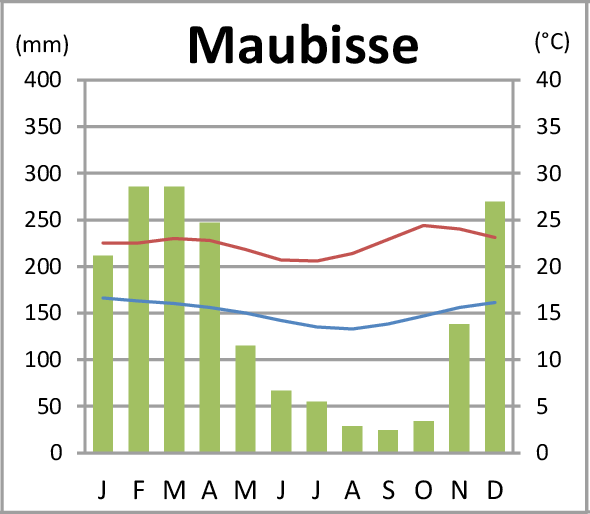
Maubisse

### Entfernungen
| Entfernungen [km] |        |          |              |          |
| Ort               | Ainaro | Hato-Udo | Hatu-Builico | Maubisse |
| Ainaro            |        | 26       | 54           | 72       |
| Hato-Udo          | 26     |          | 80           | 98       |
| Hatu-Builico      | 54     | 80       |              | 34       |
| Maubisse          | 72     | 98       | 34           |          |

Die Stadt Ainaro liegt von der Landeshauptstadt Dili 116 Kilometer entfernt.

### Fauna
Einige auffällige Vertreter der Reptilien Timors, wie der Timor-Flugdrache, der Elbert-Smaragdskink oder der Tokeh, fehlen in Ainaro. Dafür fand man in Maubisse bisher unbekannte Arten von Glatten Nachtskinke (Eremiascincus) und Regenbogen-Skinke (Carlia) und nicht näher bestimmte Waldskinke (Sphenomorphus). Passend zum Namen wurde wohl in Pflanzenkübeln die Blumentopfschlange (Indotyphlops braminus) in die Bergwelt Maubisses eingeschleppt.
Bei den Amphibien Timors fehlen in Ainaro die sonst allgemein verbreiteten Reisfrösche (Fejervarya). Auch die in den letzten Jahren in Timor eingewanderte Schwarznarbenkröte (Bufo melanostictus) hat Ainaro noch nicht erreicht. Dafür konnte der Weißbart-Ruderfrosch (Polypedates leucomystax) nachgewiesen werden.

## Einwohner

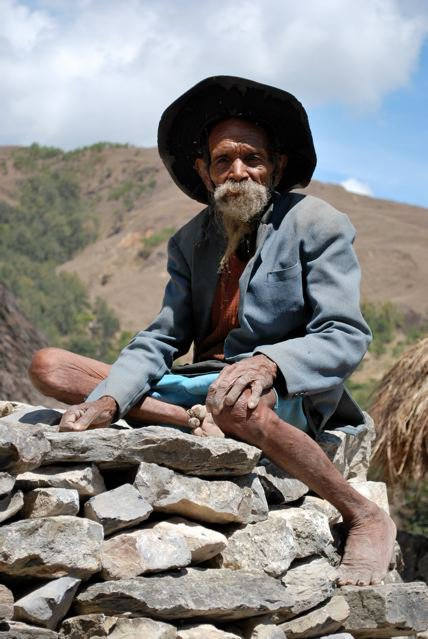
Mambai aus dem Verwaltungsamt Maubisse

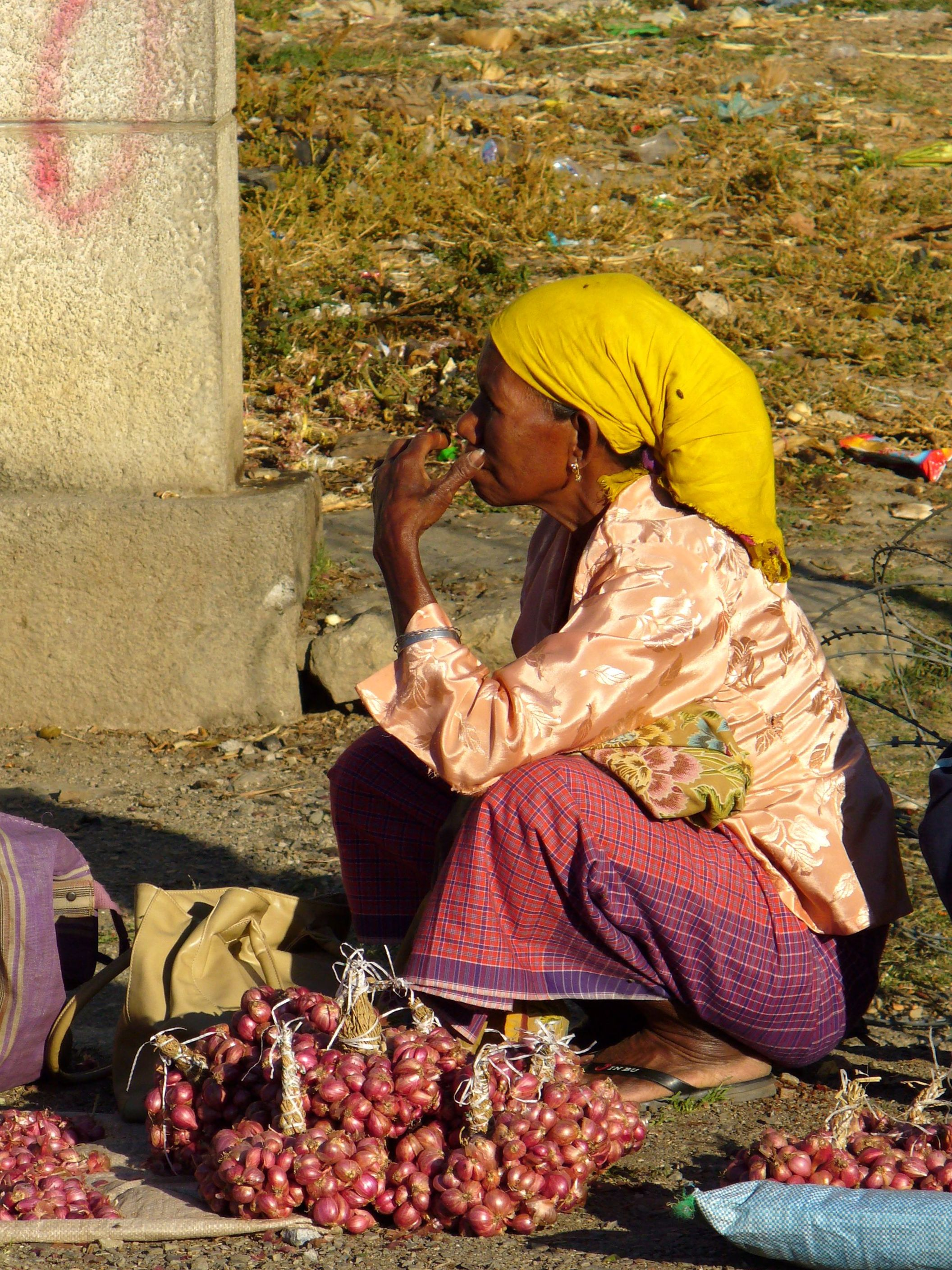
Marktfrau in der Stadt Maubisse

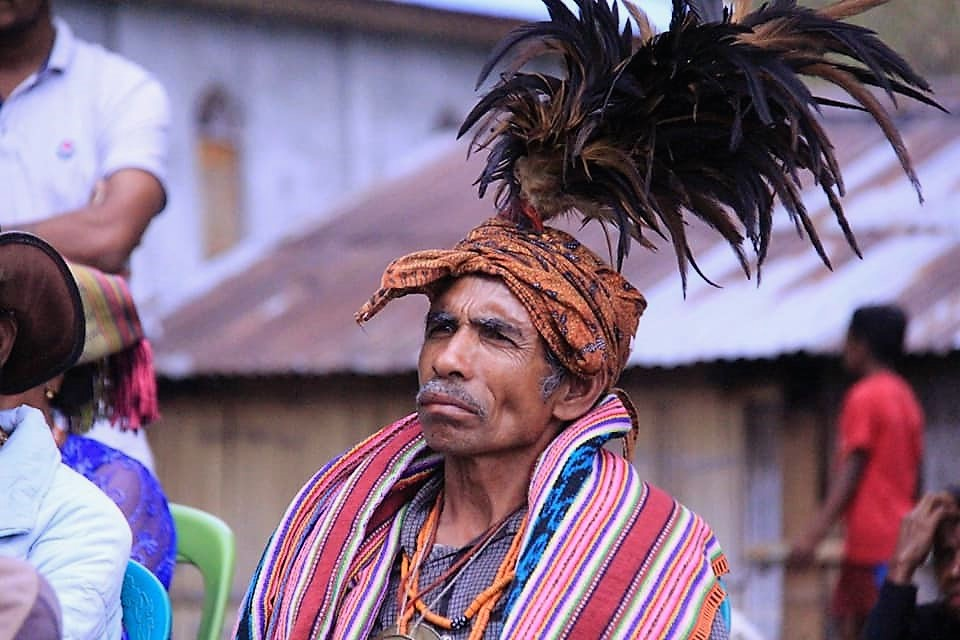
Mann aus Mauchiga

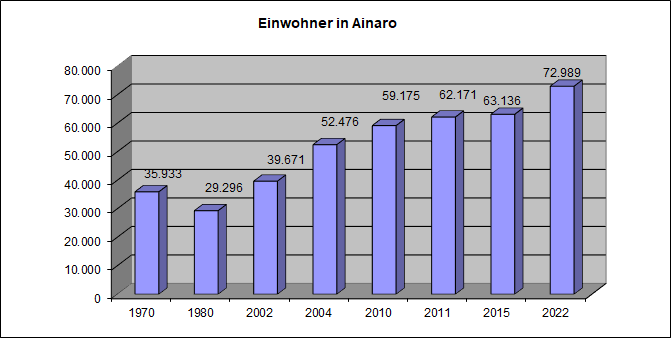
Entwicklung der Einwohnerzahl in Ainaro

Im Verwaltungsamt Ainaro leben 73.115 Menschen (2022, 2011: 62.171), wobei die nördlichen Verwaltungsämter deutlich dichter bevölkert sind, als das südliche Flachland. Von den Einwohnern sind 9.063 Männer und 8.723 Frauen. Auf 105 Männern kommen 100 Frauen Mit 2,1 % hat Ainaro, bezogen auf die Jahre 2015 bis 2022, das vierthöchste jährliche Bevölkerungswachstum in Osttimor. Der Landesdurchschnitt liegt bei 1,8 %. Zwischen 1990 und 2004 wuchs die Zahl der Einwohner jährlich noch um 1,36 %.
Der Altersdurchschnitt liegt bei 16,7 Jahren (Stand: 2010). Hatte 2004 in Hato-Udo jede Frau durchschnittlich 6,03 Kinder, stieg die Anzahl nach Norden über 8,09 Kinder in Ainaro und 8,38 Kinder in Hatu-Builico, bis auf 9,35 Kinder pro Frau in Maubisse an (Landesdurchschnitt 6,99). Die Kindersterblichkeit lag 2002 in Hatu-Builico bei 186 Todesfällen pro 1000 Lebendgeburten (1996: 193), in Maubisse bei 122 (188), in Hato-Udo bei 98 (115) und in Ainaro bei 79 (141). Der Landesdurchschnitt betrug 98. Das Verwaltungsamt Ainaro kann auf einen der stärksten Rückgänge bei der Kindersterblichkeit landesweit verweisen.
62,4 % (Volkszählung 2015) der Bevölkerung spricht die Nationalsprache Mambai als Muttersprache. 29,1 % Bewohner Ainaros sprechen Tetum und 7,5 % Bunak, vor allem in den Sucos Cassa, Mau-Nuno und Foho-Ai-Lico. Etwa 400 Einwohner (0,7 %) nennen Kemak als ihre Muttersprache. Sie leben vor allem in den Sucos Mau-Ulo und Leolima. Berücksichtigt man auch die Zweitsprachen, so sprachen 2015 92,9 % Tetum, 30,6 % Bahasa Indonesia, 30,1 % Portugiesisch und 13,3 % Englisch. In Mau-Nuno leben in einem Dorf, das erst während der indonesischen Besatzungszeit aus drei Dörfern zusammengefasst wurde, 60 % Tetum mit 30 % Bunak und 10 % Mambai.
Im Süden von Ainaro leben die Bunak vor allem mit den Mambai zusammen. Am Dialekt der Bunak erkennt man ihre Herkunft aus dem Nordosten ihres Sprachgebiets. Durch den engen Kontakt mit den Mambai sind die meisten Bunak hier zweisprachig mit dieser malayo-polynesischen Sprache und auch ihre Muttersprache zeigt Einflüsse des Mambai. Im Suco Cassa bilden die Bunak mit einem Bevölkerungsanteil von 55 % die Mehrheit, neben Tetum und einer kleinen Minderheit Mambai. Auch in Foho-Ai-Lico stellen die Bunak die Mehrheit. Nach mündlichen Überlieferungen stammen sie ursprünglich aus dem westlichen Ainaro, den sie aufgrund von Konflikten mit anderen Bunak in der portugiesischen Kolonialzeit verließen. Die sprachlichen Besonderheiten der drei Bunakgruppen in Ainaro lassen eine gemeinsame Herkunft vermuten.
Diese Herkunft ist umstritten. Während Teile der Bunak angeben, sie seien erst später in die Region eingewandert, beanspruchen andere für sich, sie seien die ursprünglichen Bewohner. Allerdings haben alle Bunaksiedlungen austronesische Ortsnamen, was auf eine ursprünglich malayo-polynesische Besiedlung hinweisen würde. So sind Ortsnamen, die mit Mau beginnen (Mau-Nuno, Mau-Ulo, Maubisse) typisch für die Siedlungsgebiete der Mambai, Kemak und Tokodede. Im Kernland der Bunak weiter westlich kommt ein solcher nicht vor. Andere Ortsnamen sind eindeutig Mambai-Herkunft, wie zum Beispiel Beikala. Bei bedeutet „Großeltern“, kala „Vorfahren“.

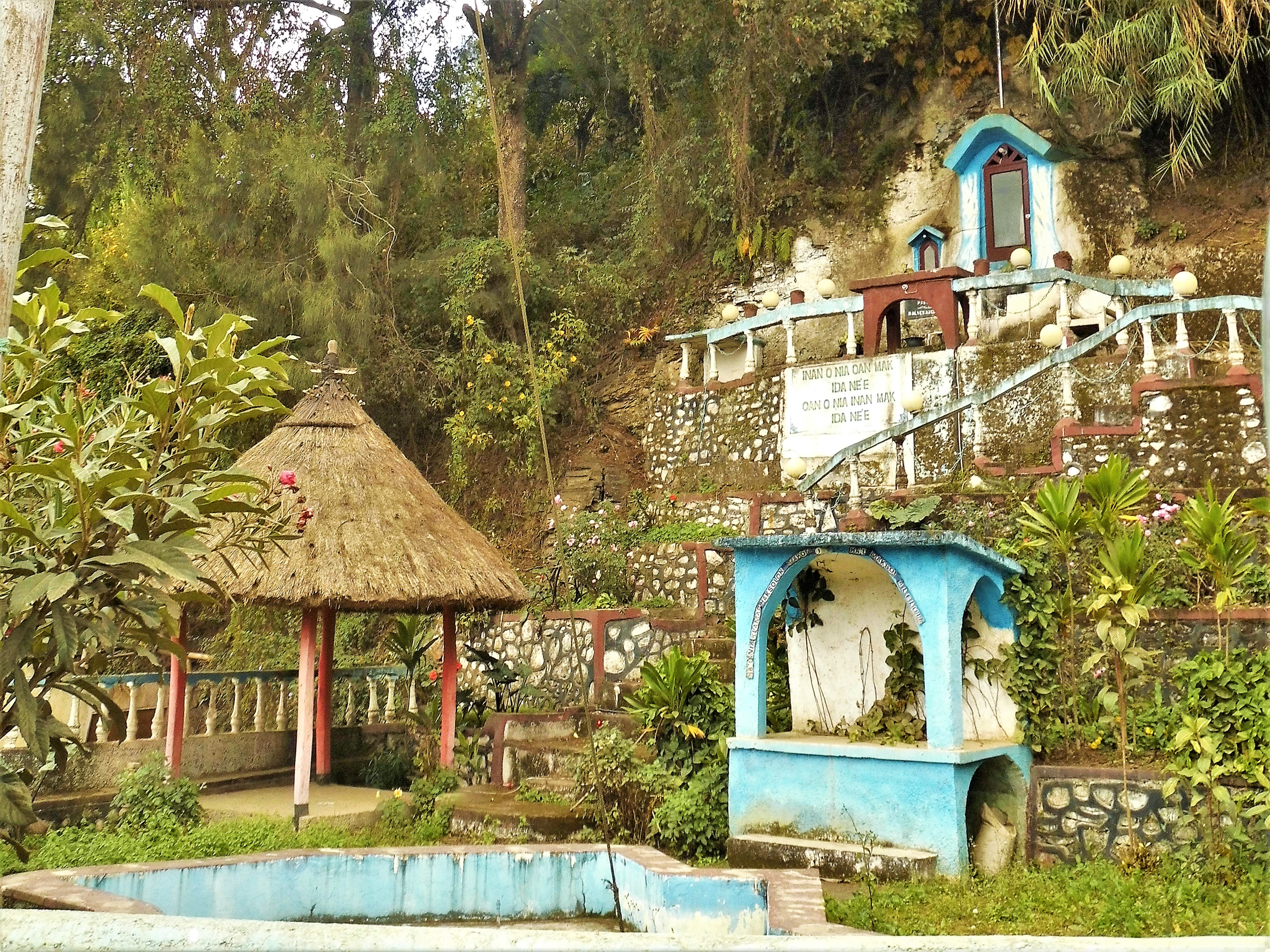
Marienschrein bei Maubisse

Neben den drei Hauptgruppen der Bunak in Ainaro, gibt es noch zwei weitere, kleinere Gruppen, die erst in der indonesischen Besatzungszeit aus der Region um Zumalai (Gemeinde Cova Lima) hierher umgesiedelt wurden. Die erste Gruppe lebt in den Dörfern Civil (Sivil) und Lailima (beide im Suco Cassa). Im Suco Leolima leben in Hutseo und Hutseo 2 Bunak umgeben von Mambai-Siedlungen. Die Bewohner der vier Dörfer sprechen den Nordostdialekt, mit den für Zumalai typischen Variationen.
2004 waren 98,3 % der Einwohner Katholiken, 0,9 % Anhänger der traditionellen, animistischen Religion Timors, 0,6 % Protestanten und 0,1 % Muslime. 2015 zählte man 99,1 % Katholiken, 0,9 % Protestanten, 0,03 % Muslime und nur noch 19 Animisten. Der Einfluss des alten Glaubens zeigt sich mehr in Bräuchen und traditionellen Festen als im eigentlichen Glaubensbekenntnis. Die Protestanten haben ihr Zentrum in Faulata und der Stadt Ainaro (Verwaltungsamt Ainaro), in Tolemau (Verwaltungsamt Hatu Builico) und in Foho-Ai-Lico (Verwaltungsamt Hato-Udo). Das Verhältnis der verschiedenen Gruppen ist nachbarschaftlich.

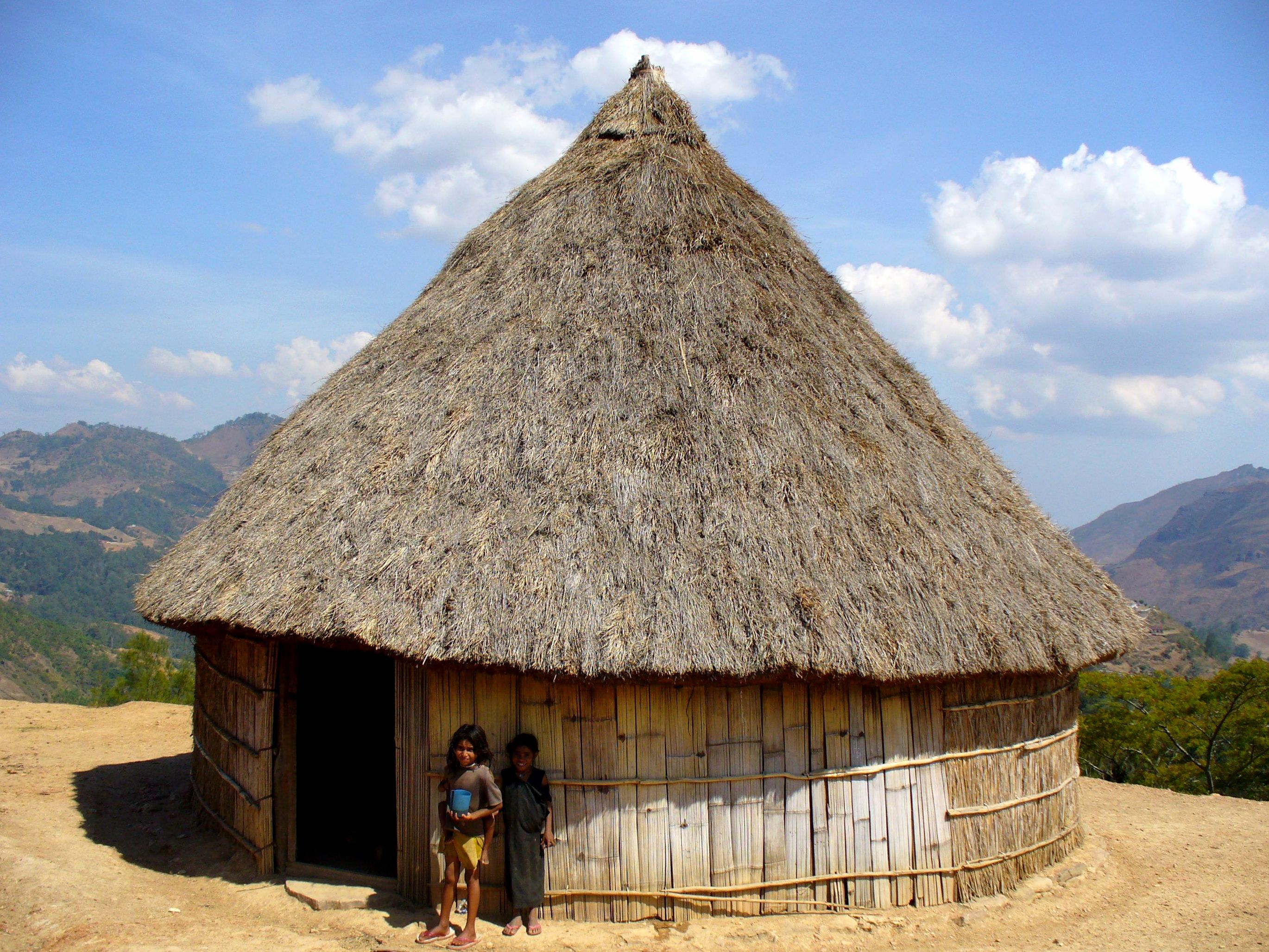
Typische Mambai-Hütte im Norden Ainaros
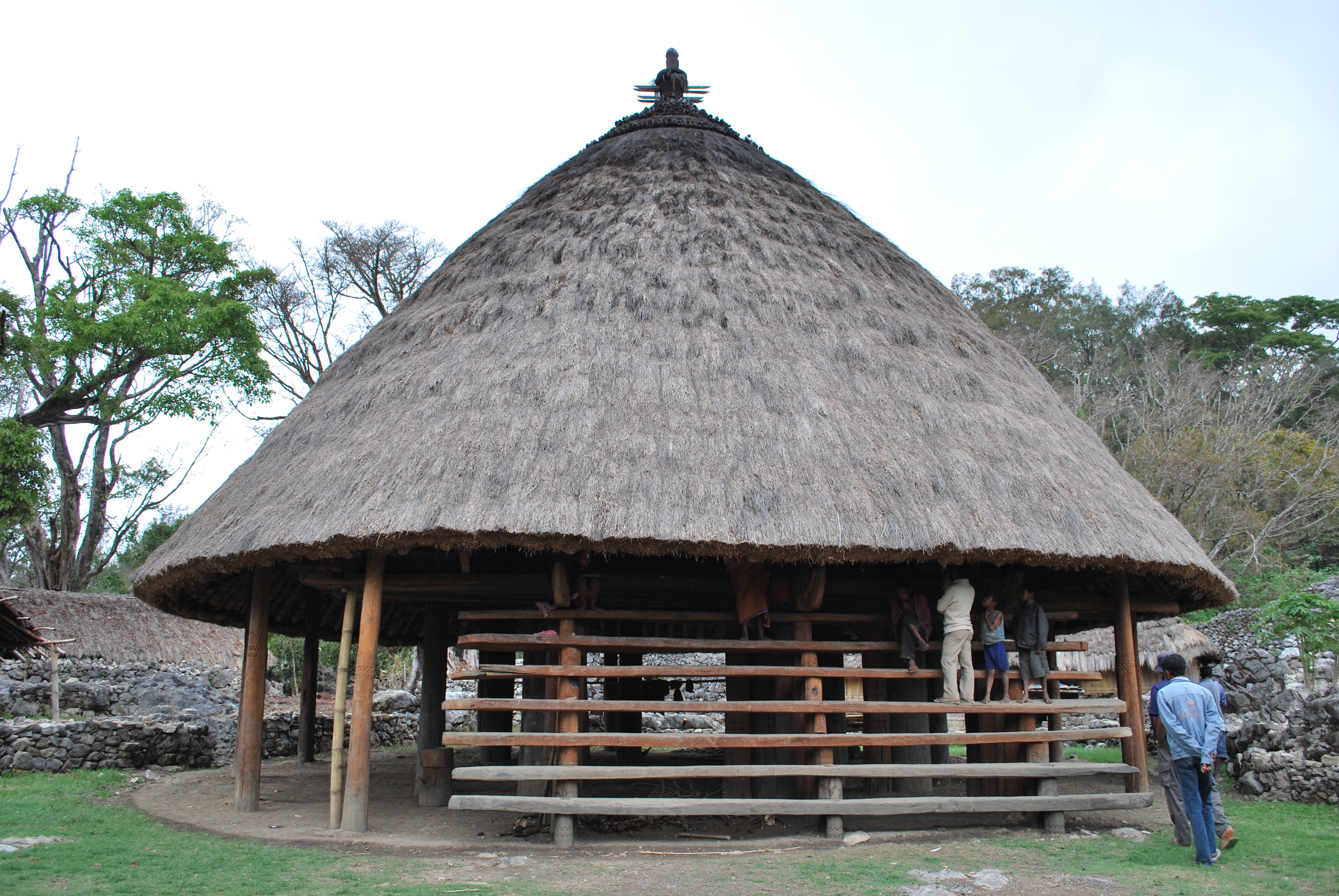
Heiliges Haus (Uma Lulik) in Mulo
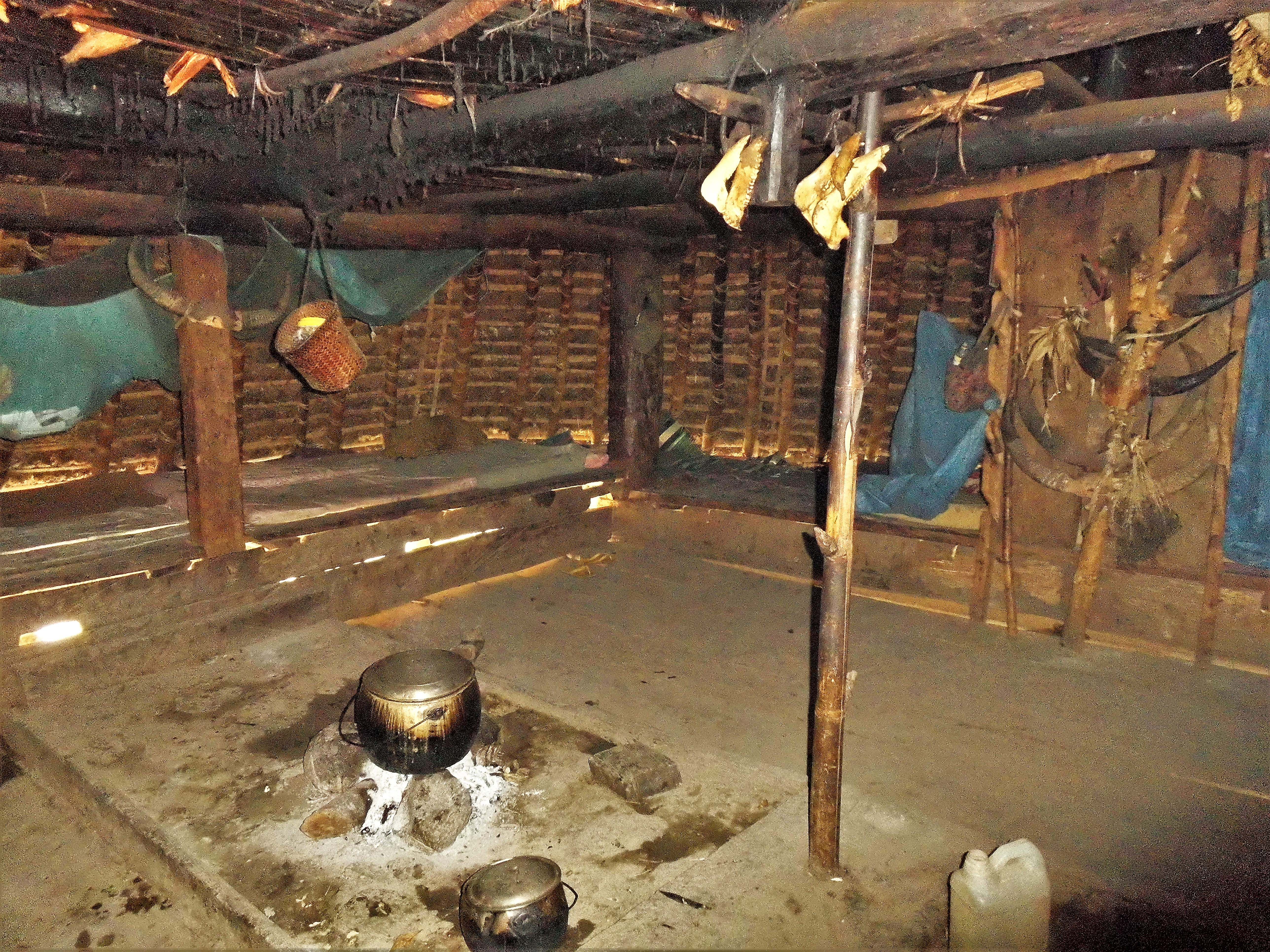
Im Inneren eines Heiligen Hauses in Tartehi (Suco Maubisse)

Von den Einwohnern, die drei Jahre oder älter sind, besuchten 2015 40,3 % eine Schule. 23,2 % hatten die Schule verlassen. Nie eine Schule besucht haben 35,1 %, was etwa 6 % über den Landesdurchschnitt liegt. 5,4 % der Einwohner Ainaros haben nur die Vorschule besucht, knapp ein Drittel nur die Grundschule. Weiterführende Schulen haben knapp ein Viertel der Einwohner abgeschlossen. Ein Diplom oder abgeschlossenes Studium können nur 2,7 % vorweisen; auch hier sind die Zahlen schlechter als im Landesdurchschnitts. Die Analphabetenquote betrug 2015 24,8 % (Frauen: 24,7 %; Männer: 24,9 %). 2004 lag sie noch bei 63,0 %.
| Schulbildung | Schulbildung  | Schulbildung   | Schulbildung        |  | Schulabschluss | Schulabschluss | Schulabschluss | Schulabschluss | Schulabschluss            | Schulabschluss | Schulabschluss |
|              | in der Schule | Schule beendet | nie in einer Schule |  | Vorschule      | Grundschule    | Prä- Sekundär  | Sekundär       | Diplom / Fach- hochschule | Universität    | Kein Abschluss |
| Frauen       | 39,2 %        | 21,5 %         | 38,0 %              |  | 5,0 %          | 26,3 %         | 12,4 %         | 11,6 %         | 0,5 %                     | 1,8 %          | 1,5 %          |
| Männer       | 41,4 %        | 24,9 %         | 32,3 %              |  | 5,8 %          | 30,4 %         | 12,5 %         | 11,9 %         | 0,6 %                     | 2,5 %          | 1,2 %          |
| gesamt       | 40,3 %        | 23,2 %         | 35,1 %              |  | 5,4 %          | 28,4 %         | 12,4 %         | 11,8 %         | 0,5 %                     | 2,2 %          | 1,4 %          |

## Geschichte

### Portugiesische Kolonialzeit

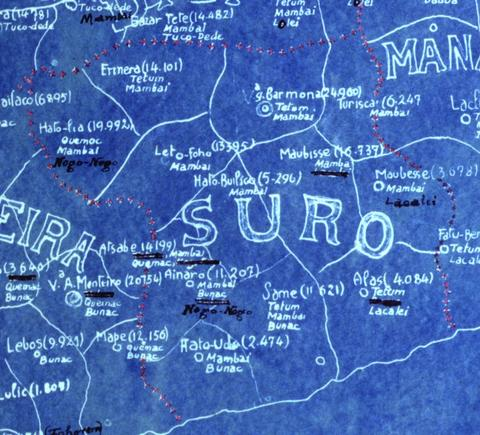
Karte (ca. 1940) des Verwaltungsbezirks von Suro (Soro), der wesentlich größer war, als das heutige Ainaro

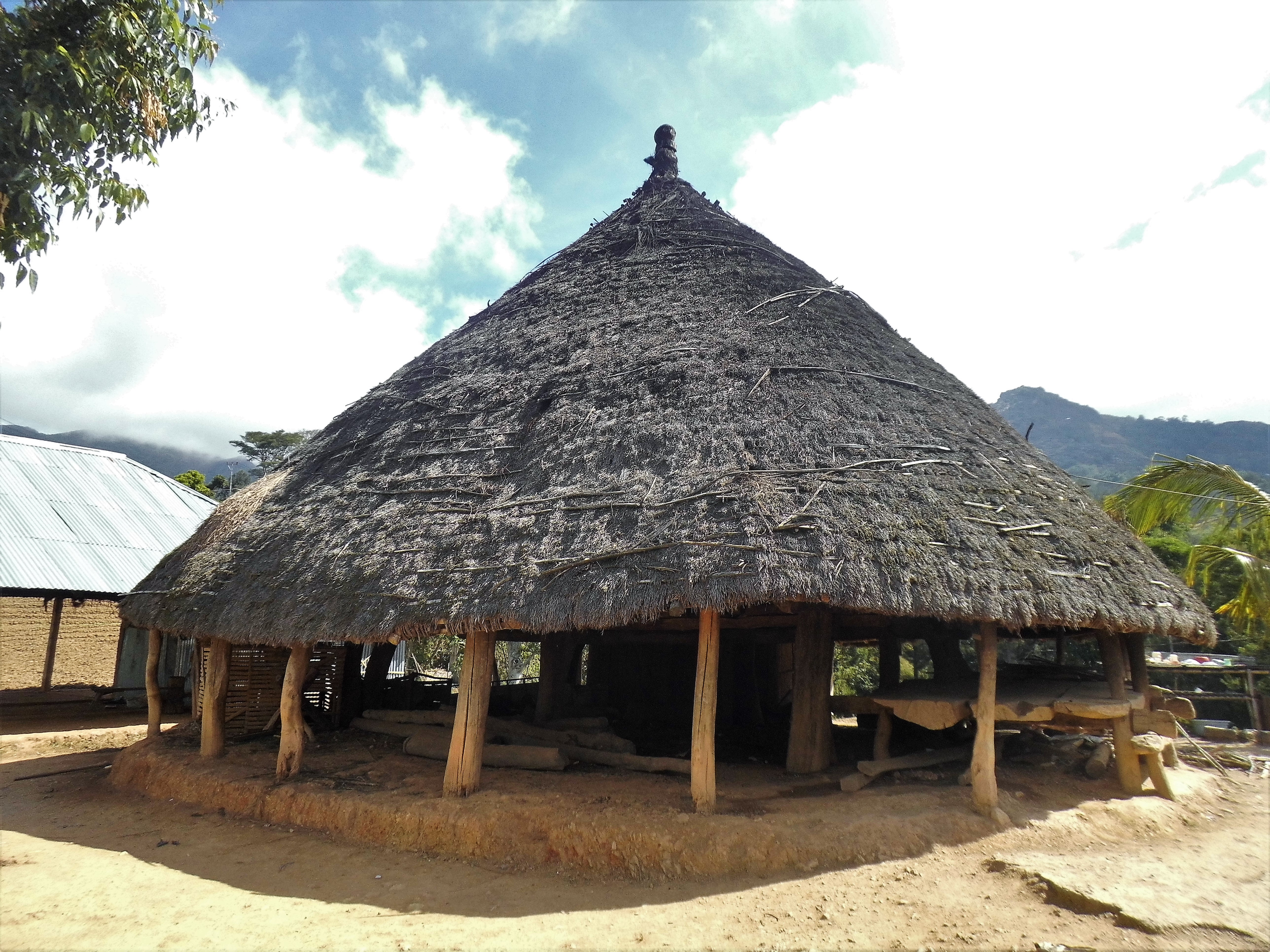
Traditionelles Haus in Teli-Tuco

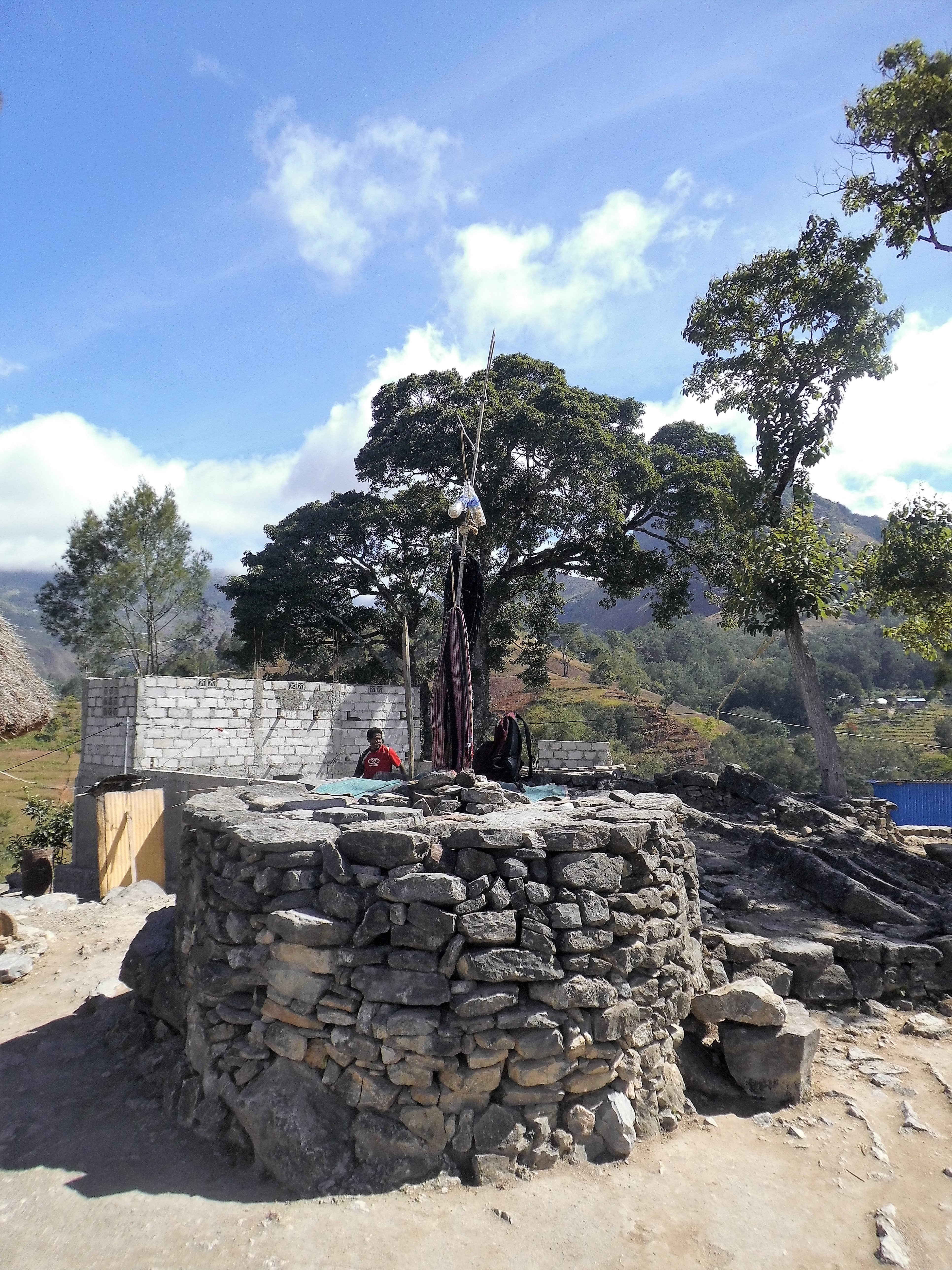
Ein Steinaltar in Maubisse

Nahe der Stadt Ainaro befindet sich die Tranqueira Subago, eine Befestigungsanlage, die zum Schutz einer Siedlung von den Timoresen angelegt wurde. Die Siedlung wurde noch am Anfang des 20. Jahrhunderts bewohnt. Heute sind hier noch einige Wehrmauern und Steinaltäre erkennbar.
Mit der Einführung der kolonialen Administration wurde das Gebiet von Ainaro der Militärkommandantur Alas zugeordnet, die Teile vom heutigen Cova Lima bis Manufahi mit einschloss. 1883 trennte man die Gebiete westlich ab und legte sie mit dem heutigen Bobonaro zusammen.
1902 scheiterte in Ainaro ein Aufstand gegen die portugiesischen Kolonialherren. Fünf Jahre später rebellierte Nai-Cau, Liurai von Soro gegen den übergeordneten Herrscher von Atsabe. Im September erreichte er die Unabhängigkeit seines Herrschaftsgebietes innerhalb des timoresischen Herrschaftssystems. Soros Territorium reichte von Atsabe im Nordwesten bis Manufahi in Osten und Süden. Als 1911 die Rebellion von Manufahi ausbrach, stand Nai-Cau auf Seiten der Kolonialherren und Soro wurde eine der Basen der Portugiesen im Kampf gegen Manufahi. Maubisse unterstützte wiederum Dom Boaventura, den aufständischen Liurai von Manufahi. 1912 griff Boaventura den portugiesischen Militärposten in Ainaro an, wurde aber mit Unterstützung von Nai-Cau abgewehrt. Am 27. Mai kam es am Cablac zu einer großen Schlacht zwischen den Kolonialtruppen und dem Boaventura. Die timoresischen Rebellen hatten sich hier unter Ausnutzung der zerklüfteten Landschaft verschanzt, wurden aber durch die Übermacht der Portugiesen und ihrer Verbündeten geschlagen und zur Flucht gezwungen. Der Cablac wird seitdem als heiliger Berg Manufahis verklärt.
Ainaro wurde zusammen mit Manufahi und dem Gebiet der heutigen Gemeinden Aileu und Ermera 1934 zum Verwaltungsbezirk Suro administrativ zusammengefasst (siehe Karte).
Während des Zweiten Weltkriegs wurde Portugiesisch-Timor ab 1942 von den Japanern besetzt und Schauplatz der Schlacht um Timor, in der australische Kommandos und ein Teil der Bevölkerung in Guerillataktik gegen die Besatzer kämpften. Die nicht-christliche Bevölkerung von Maubisse stellte sich auf Seiten der Japaner und nutzte die Gelegenheit zum Angriff auf die Portugiesen und die christianisierten, pro-portugiesischen Timoresen von Ainaro und Same. Bei der Rebellion von Maubisse am 11. August wurde von den Colunas Negras ein portugiesischer Beamter getötet, die Kolonialmacht und die mit ihnen verbündeten Moradores konnten die Rebellen aber in die Berge vertreiben. Dom Aleixo Corte-Real, Neffe und Nachfolger von Nai-Cau als Liurai von Soro, entsandte seinen Sohn mit 350 Mann, um gegen die Colunas Negras vorzugehen. Ab März 1943 begannen die Japaner mit Luftangriffen gegen Ainaro und 7000 bis 8000 Colunas Negras fielen ein, um die anti-japanischen Kräfte zu bekämpfen.
Im Mai musste Dom Aleixo mit seinen Leuten aus Soro fliehen und sich nach Hato-Udo zurückziehen, wo sie auf Quei-Bere, den Chef von Foho-Ai-Lico trafen. Quei-Bere war bereits auf die japanische Seite gewechselt. Er bot Dom Aleixo Schutz an und brachte ihn in den Ort Hato-Udo, wo sie am 5. Mai 1943 eintrafen. 500 Colunas Negras und reguläre japanische Truppen erreichten das Dorf noch am gleichen Tag und kesselten Dom Aleixo ein. Den Kriegern aus Ainaro ging die Munition zu Ende und sie mussten sich ergeben. Dom Aleixo, seine Familie, Nai-Chico (Chef von Hato-Udo) und andere Männer wurden festgenommen. Der Legende nach soll Dom Aleixo sich geweigert haben, die japanische Autorität anzuerkennen und die portugiesische Flagge, die er versteckte, herauszugeben.
Dom Aleixo sah keine Chance zu entkommen. Nach japanischen Berichten verabschiedete er sich von seinen Kindern, trug ihnen auf, ihre Mutter zu schützen und seinen Tod zu rächen. Dann versuchte er die japanische Wache am Eingang zu töten. Nach einem kurzen Ringen, wurde Dom Aleixo durch einen Stich mit einem Schwert in die Brust getötet. Nai-Chico wurde von einem anderen Japaner erschossen. Auch die Kinder Dom Aleixos griffen in den Kampf ein und kamen dabei um. Schließlich waren 80 Männer aus Ainaro tot, nur drei blieben am Leben. Die Frauen wurden in die Verantwortung von Quei-Bere übertragen. Ein Timorese namens Siri-Buti schnitt Dom Aleixo und Nai-Chico nach timoresischer Kriegstradition (Funu) die Köpfe ab und brachte sie nach Betano. Portugiesische Quellen geben an, dass Dom Aleixo und seine Familie hingerichtet worden seien.
Noch in der portugiesischen Kolonialzeit wurde Dom Aleixo zum Volkshelden hochstilisiert. Ein Denkmal erinnert an ihn in der Gemeindehauptstadt Ainaro. Auch Evaristo de Sá Benevides, Herrscher von Maubisse, wurde 1943 von den Japanern umgebracht. Ihm gedenkt heute ein Mahnmal in Maubisse
Nach dem Krieg war das Gebiet von Ainaro zunächst weiter Teil des Kreises (portugiesisch Conselho) von Suro, bis 1967 der Kreis Ainaro geschaffen wurde.

### Indonesische Besatzungszeit
Nach der Unabhängigkeitserklärung Osttimors 1975 begann Indonesien mit einer großangelegten Invasion in das Nachbarland. Im Januar 1976 wurde Maubisse erobert, dann erbrannte ein Kampf um den wichtigen Fleixa-Pass. Erst am 23. Februar erreichten die Indonesier die Stadt Ainaro und eroberten sie. Hier vereinigten sie sich mit Truppen, die in Betano angelandet waren. Bis Oktober 1976 waren auch die Orte Hato-Udo und Zumalai, sowie die wichtigsten Überlandstraßen unter indonesischer Kontrolle. Im Bergland blieb die Bevölkerung zunächst noch von den Invasoren verschont, während aus den großen Ortschaften die Bevölkerung in bases de apoio flohen, wie in Catraileten, nah dem Tatamailau in Ermera, in Mape-Zumalai oder anderen Nachbarregionen. Im Ort Ainaro wurde eine große indonesische Militärbasis errichtet, von wo aus man gegen die in den Bergen der Region operierende FALINTIL vorging. Ab September 1977 begann die indonesische Armee mit der flächenmäßigen Besetzung des Distrikts, was im Februar 1978 abgeschlossen war. Die letzten Widerstandsbasen wurden zerstört, deren Bewohner auseinandergetrieben oder gefangen genommen.
Trotzdem kämpfte die FALINTIL unter der Führung von Xanana Gusmão, dem späteren Präsidenten des unabhängigen Osttimors, in den Bergen Ainaros weiter gegen die Besatzer. Am 20. August 1982 griffen FALINTIL-Kämpfer beim sogenannten Cabalaki-Aufstand die Koramil in Dare, Koramil und Polizei in Hatu-Builico und die Hansip (Zivilverteidigung) in Aituto an. Die Indonesier schickten sofort weitere Truppen in die Region. In Dare wurden Häuser niedergebrannt, Schulen geschlossen und Frauen und Kinder dazu gezwungen Wache in Militärposten zu halten. Außerdem kam es zu Zwangsumsiedlungen, Brandschatzung, Plünderungen und Vergewaltigungen. Militärposten wurden in jeder Aldeia der Region errichtet, dazu kamen acht Gemeindeposten um Dare herum. FALINTIL-Kämpfer und ein Großteil der Bevölkerung flohen aus dem Gebiet.
Im November 1984 griffen FALINTIL-Kämpfer den Ort Cassa an, brannten einige Häuser nieder und töteten die beiden Datos (timoresische Adelige) Maukoli und Adolfo. Sie galten als Anhänger der pro-indonesischen Partei APODETI. Bei Zwangsumsiedlungen wurden die Einwohner Maubisses zeitweise nach Aileu deportiert, was zu Konflikten mit der dort ansässigen und traditionell mit ihnen verfeindete Bevölkerung führte.
Südlich der Stadt Ainaro liegt eine mehr als hundert Meter tiefe Schlucht, nahe der Straße. Timoresen, welche die Indonesier der Unterstützung der Unabhängigkeitsbewegung verdächtigten, wurden hier ermordet und in die Schlucht gestoßen. Wenn Angehörige bei den indonesischen Behörden nach deren Verbleib fragten, erhielten sie als Antwort „Den haben wir nach Jakarta geschickt“. Damit war der Tod der Verschleppten klar. Der Ort der Morde erhielt daher den Namen Jakarta 2 (Jakarta Dua).

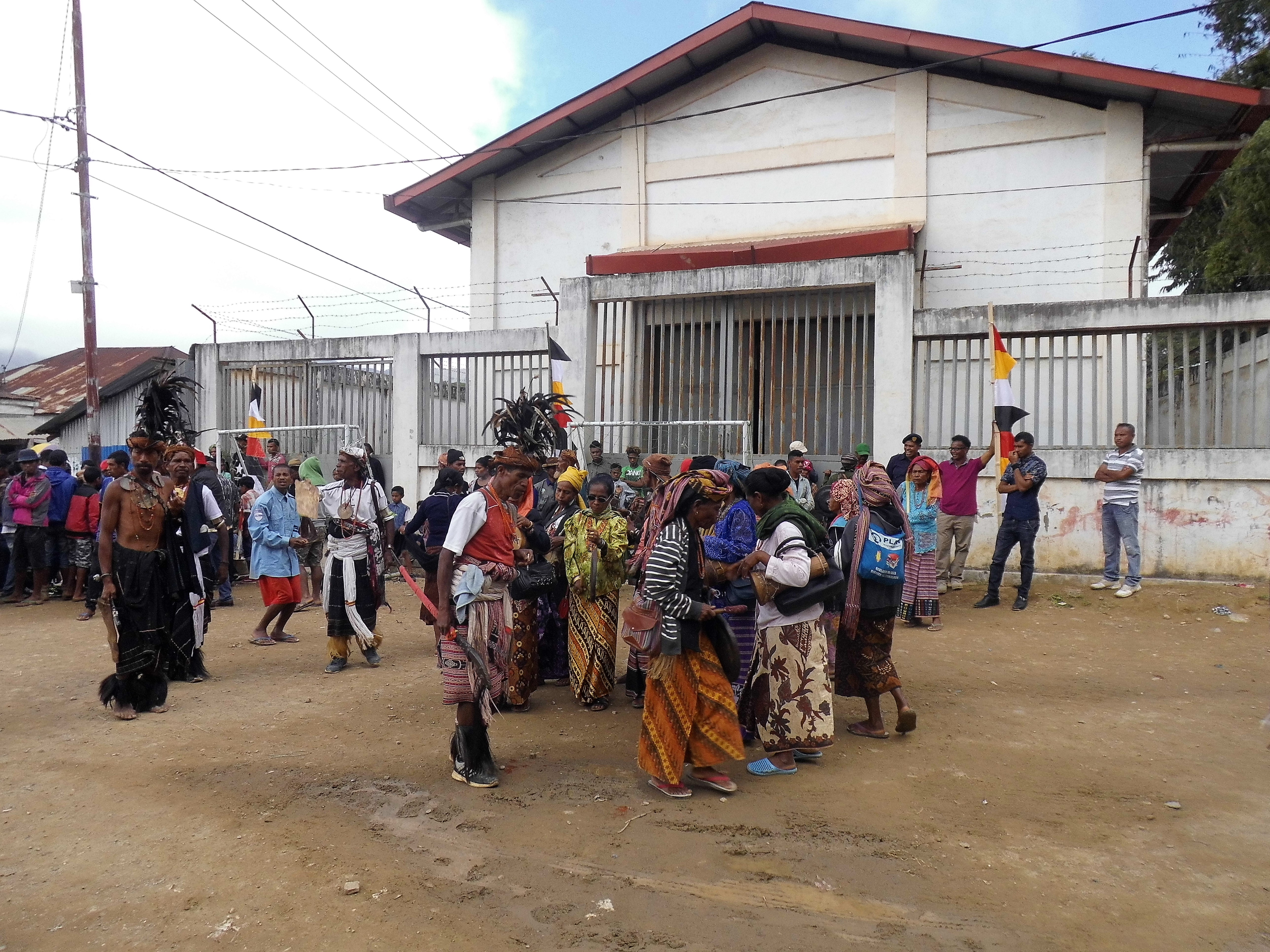
Einwohner von Maubisse feiern den Nationalfeiertag (2018)

Zur besseren Kontrolle des besetzten Gebiets wurden in Ainaro, wie in anderen Teilen Osttimors, pro-indonesische Milizen (Wanra) zur Unterstützung des Militärs aufgestellt, wie zum Beispiel die Mahidi, die in Cassa ihre Basis hatte. Diese Milizionäre und die in Ainaro stationierten, indonesischen Soldaten verübten während der Operation Donner im Umfeld des Unabhängigkeitsreferendums am 30. August 1999 eine Vielzahl von Straftaten und zerstörten schließlich mehr als 95 % der Gebäude in der Stadt Ainaro. Nicht besser ging es der Bevölkerung in den Subdistrikten Hato-Udo und Hatu-Builico. Nur in Maubisse waren die Zerstörungen nicht ganz so umfassend. Viele Einwohner wurden vertrieben und flohen in westtimoresische Flüchtlingscamps oder in die Wildnis. So 1.200 Bewohner von Mau-Nuno, die am 11. August aus Angst um ihr Leben in die Wälder flohen. Andere bildeten kleine Gruppen um sich gegen die Milizen zu verteidigen. Erst die internationale Eingreiftruppe INTERFET sorgte wieder für Ruhe und Ordnung, bis Osttimor 2002 wieder in die Unabhängigkeit entlassen wurde.

### Ainaro im unabhängigen Osttimor
In Maubisse kam es am 11. Juni 2006 zu Ausschreitungen. Der Ort galt als eine Hochburg der rebellischen Soldaten unter Alfredo Alves Reinado, die Ende April die schlimmsten Unruhen in Osttimor seit der Unabhängigkeit auslösten. Auch am 22. November kam es in Maubisse zu Straßenkämpfen.

## Politik

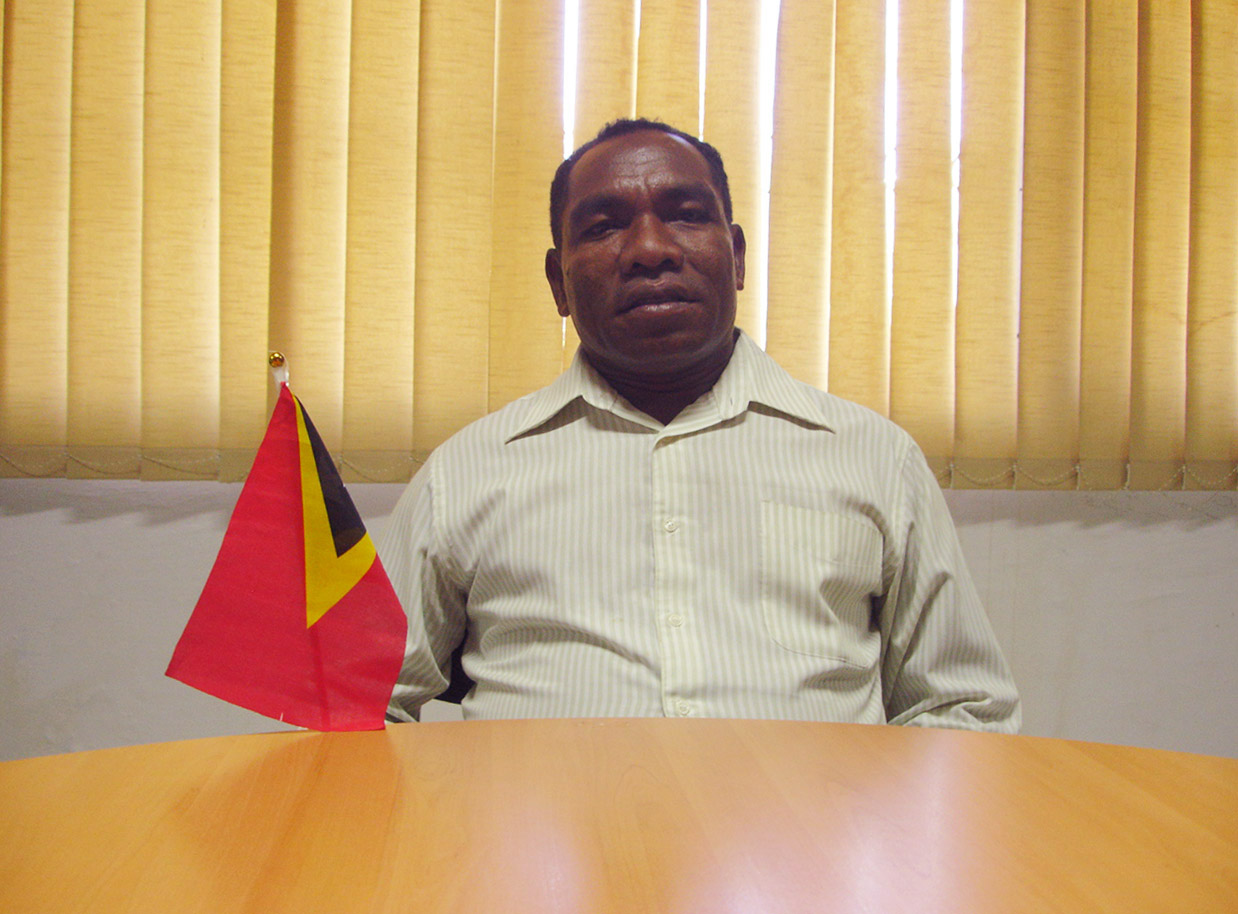
Manuel Ramos Pinto, Administrator (2014)

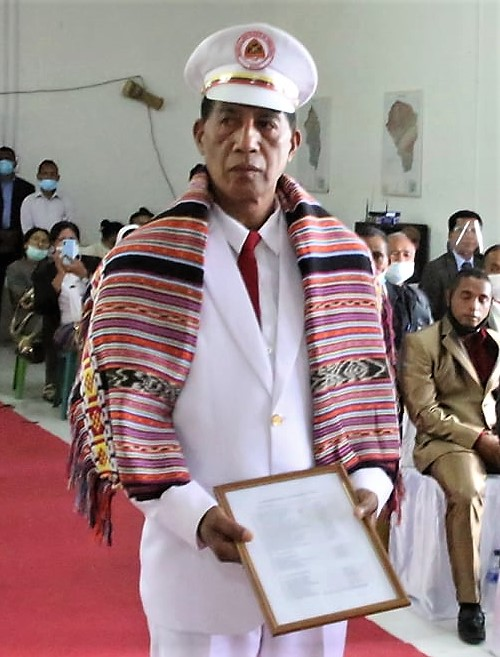
Leovigildo Amaral Pereira (2021)

Der Präsident der Gemeindeverwaltung (Presidente da Autoridade Municipal) wird durch die Zentralregierung Osttimors ernannt. Die derzeitige Präsidentin ist seit 2024 Gina Côrte-Real.
Bei den Wahlen zur verfassunggebenden Versammlung, aus der später das Nationalparlament hervorging, gewann die FRETILIN in Ainaro mit 27,56 % die meisten Stimmen. Das Direktmandat ging an Mário Ferreira (FRETILIN) mit 34,63 % der Stimmen. Bei den Parlamentswahlen 2007 gelang es der Coligação ASDT/PSD, mit 29,13 % der Stimmen die stärkste Kraft in Ainaro zu werden. Bei den Parlamentswahlen 2012 konnte der CNRT mit 37,2 % die meisten Stimmen auf sich vereinen, ebenso 2017 mit 30,3 %. Bei den vorgezogenen Neuwahlen 2018 erhielt die Aliança para Mudança e Progresso (AMP), der der CNRT nun angehörte, 57,2 % der Stimmen.
Bei der ersten Runde der Präsidentschaftswahlen 2007 konnte Francisco Xavier do Amaral von der Associação Social-Democrata de Timor (ASDT) in Ainaro die meisten Stimmen auf sich vereinen, schied aber als landesweit Drittplatzierter aus. In der zweiten Runde siegte in Ainaro mit 76,2 % der parteilose José Ramos-Horta. Alle Oppositionsparteien hatten sich gegen den FRETILIN-Kandidaten hinter Ramos-Horta vereinigt. 2012 gewann Fernando de Araújo in Ainaro mit 39 % der Stimmen, musste sich aber erneut als landesweit Viertplatzierter geschlagen geben. Die zweite Runde ging in Ainaro an den Wahlsieger Taur Matan Ruak mit 67,2 %. Bei den Präsidentschaftswahlen 2017 holte António da Conceição von der PD in Liquiçá die meisten Stimmen, wurde landesweit aber nur zweiter. 2022 gewann in Ainaro José Ramos-Horta erneut die meisten Stimmen.

## Wirtschaft und Infrastruktur
| Anteil Haushalte mit …   |             |                       |
| Ackerbau                 |             |                       |
| Feldfrüchte              | Anteil 2010 | Produktion 2008       |
| Mais                     | 74 %        | 1.221 t               |
| Reis                     | 11 %        | 2.934 t               |
| Maniok                   | 58 %        | 2.604 t               |
| Kokosnüsse               | 27 %        | keine Angaben         |
| Gemüse                   | 53 %        | 1.732 t (mit Obst)    |
| Kaffee                   | 58 %        | keine Angaben         |
| Viehzucht                |             |                       |
| Nutzvieh                 | Anteil 2010 | Anzahl der Tiere 2010 |
| Hühner                   | 72 %        | 32.142                |
| Schweine                 | 73 %        | 16.466                |
| Rinder                   | 17 %        | 6.435                 |
| Wasserbüffel             | 16 %        | 4.958                 |
| Pferde                   | 38 %        | 6.382                 |
| Ziegen                   | 24 %        | 6.317                 |
| Schafe                   | 3 %         | 1.095                 |
| Ausstattung              |             |                       |
| Ausstattung              | Anteil 2010 | Anzahl der Haushalte  |
| Radio                    | 40 %        | 3.847                 |
| Fernsehen                | 11 %        | 1.070                 |
| Telefon (Mobil/Festnetz) | 45 %        | 4.350                 |
| Kühlschrank              | 2 %         | 199                   |
| Fahrrad                  | 5 %         | 437                   |
| Motorrad                 | 14 %        | 658                   |
| Auto                     | 2 %         | 196                   |
| Boot                     | 1 %         | 84                    |

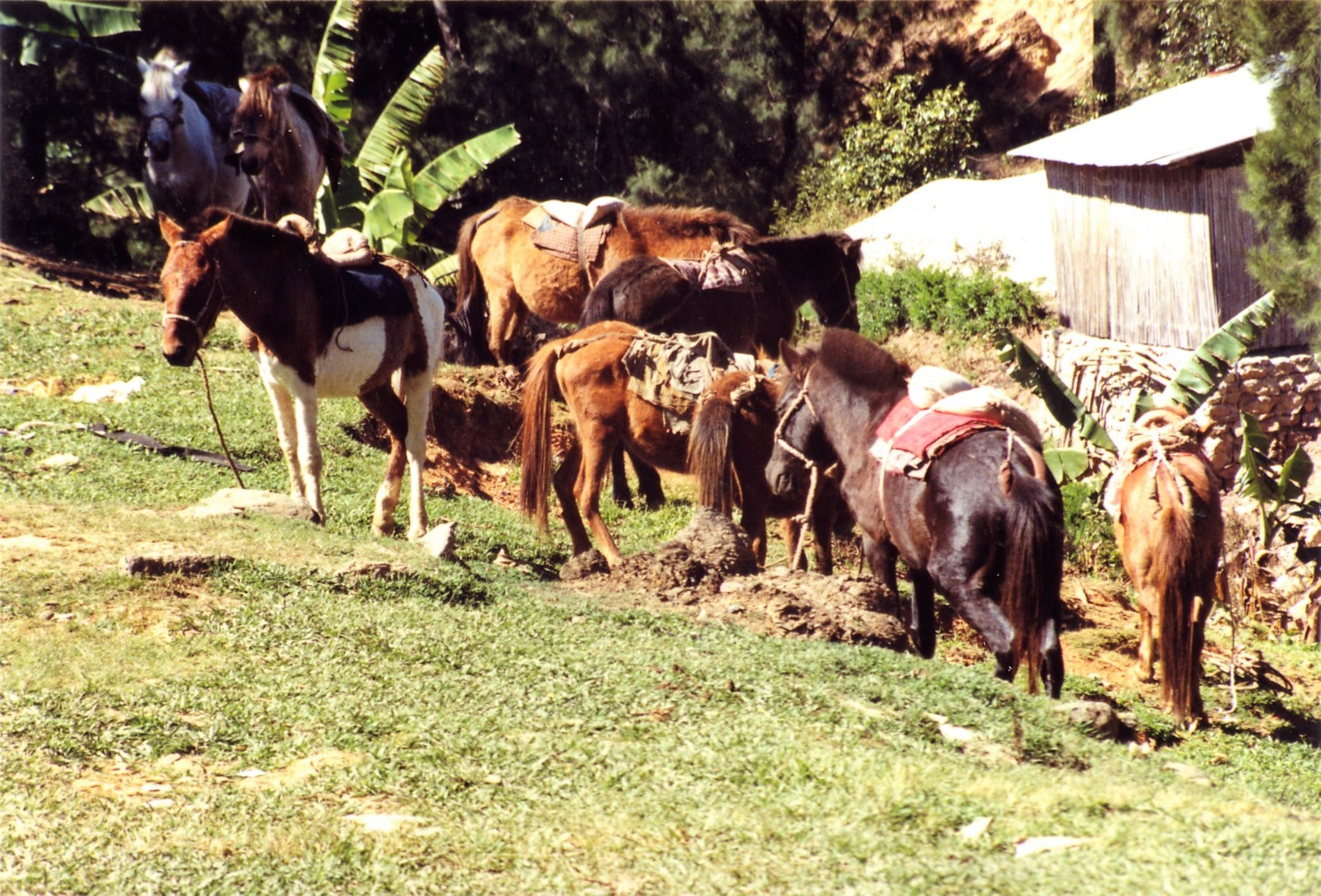
Timor-Ponys in Maubisse

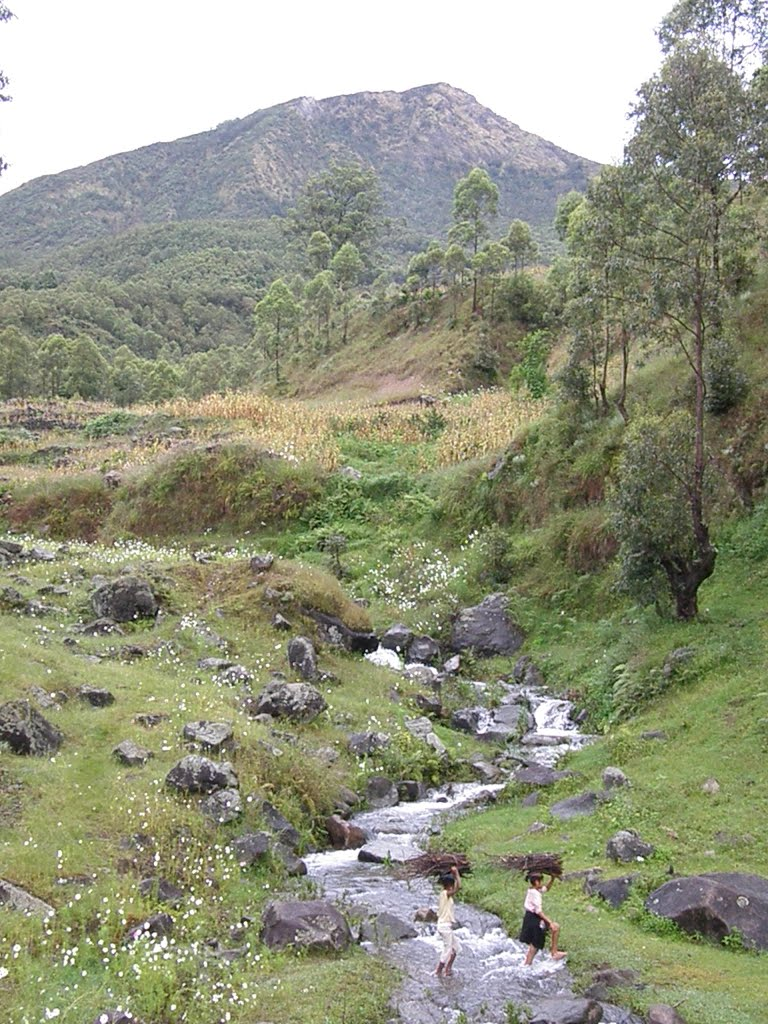
Feuerholzsammeln im Schatten des Tatamailau

Laut der Volkszählung von 2010 arbeiten 48 % aller Einwohner, die zehn Jahre oder älter sind (Landesdurchschnitt: 42 %). 5 % sind arbeitslos (5 %). 80,0 % der Haushalte betreiben Ackerbau, 86,8 % Viehzucht (Stand: 2010). Das Bergland ist wasserreich und gehört zu den fruchtbarsten Regionen des Landes. Wichtigstes Grundnahrungsmittel ist Mais, der von drei Viertel der Haushalte angebaut wird. Mehr als die Hälfte baut Maniok an. Weitere landwirtschaftliche Produkte sind Gemüse, Obst, Bohnen, Vanille und Oliven. Im Südteil Ainaros wird auch Reis angebaut. Für den Weiterverkauf wird im Hochland Kaffee geerntet. Fast jeder dritte Haushalt verfügt über Kokosnusspalmen.
Als Tiere werden hauptsächlich Hühner und Schweine gehalten (jeder dritte Haushalt). Mehr als einem Drittel der Haushalte dienen Pferde im Hochland als Transportmittel. Daneben gibt es noch Büffel, Rinder, Ziegen und Schafe. An der Südküste wird Fischerei betrieben. Die frühere kommerzielle Holzwirtschaft ist seit dem Ende der indonesischen Besatzung verboten.
Die spektakuläre Bergwelt hat touristisches Potential. Bisher hält sich dieser aber aufgrund der der schlechten Infrastruktur in Grenzen. Touristische Unterkünfte gibt es unter anderem in Maubisse, Hatu-Builico und Manutaci.

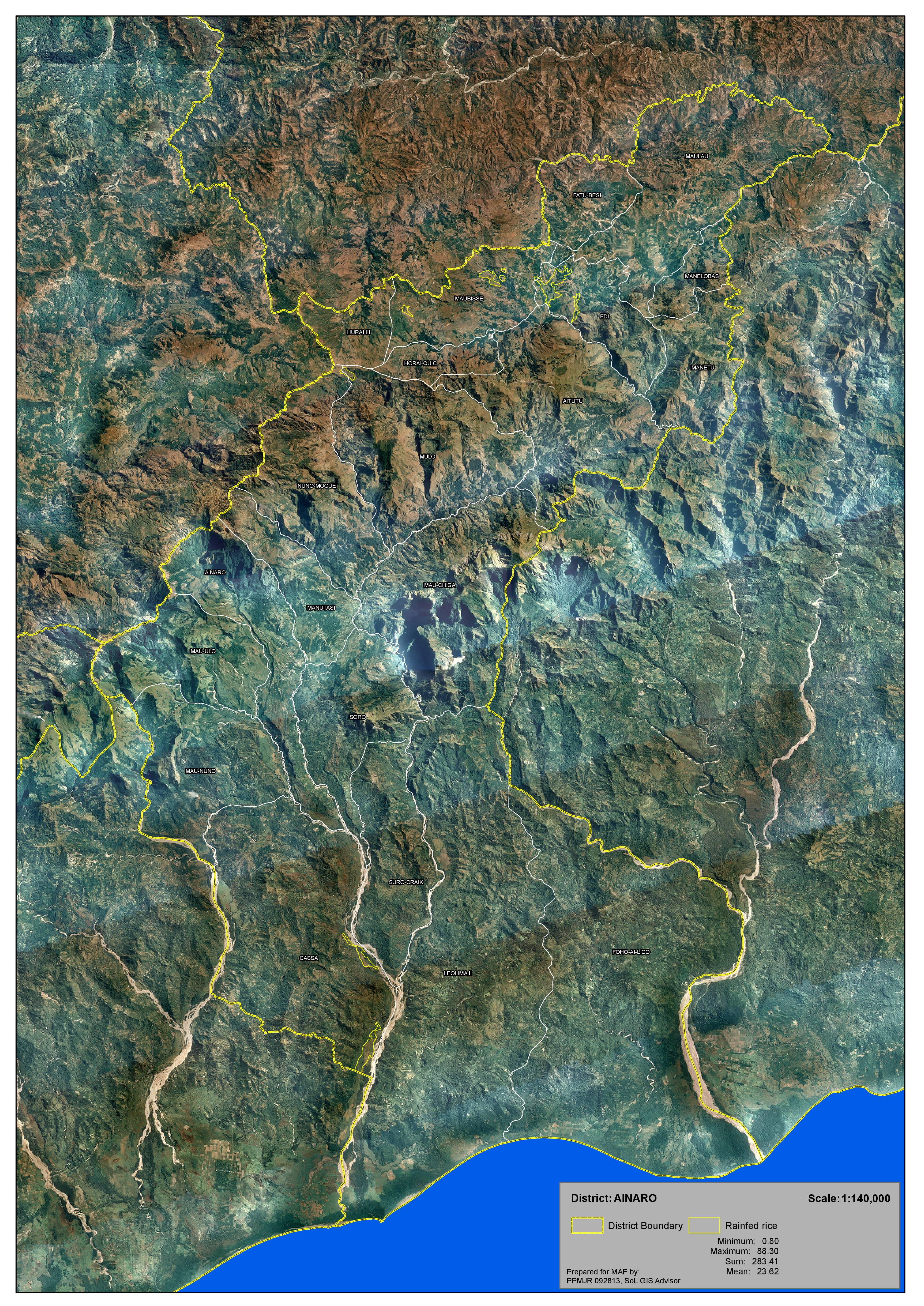
Reisanbau-flächen in Ainaro
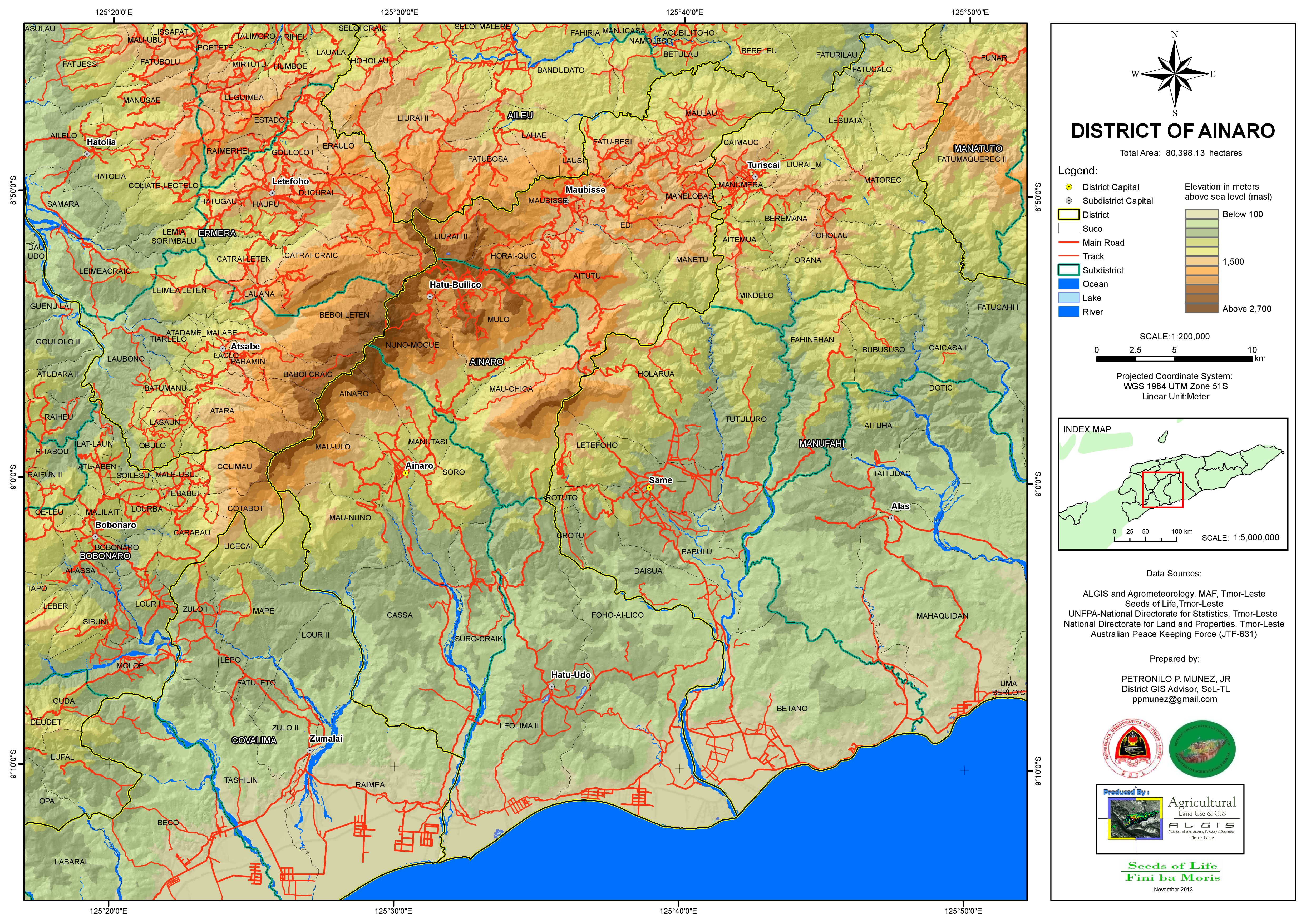
Straßennetz und Topographie

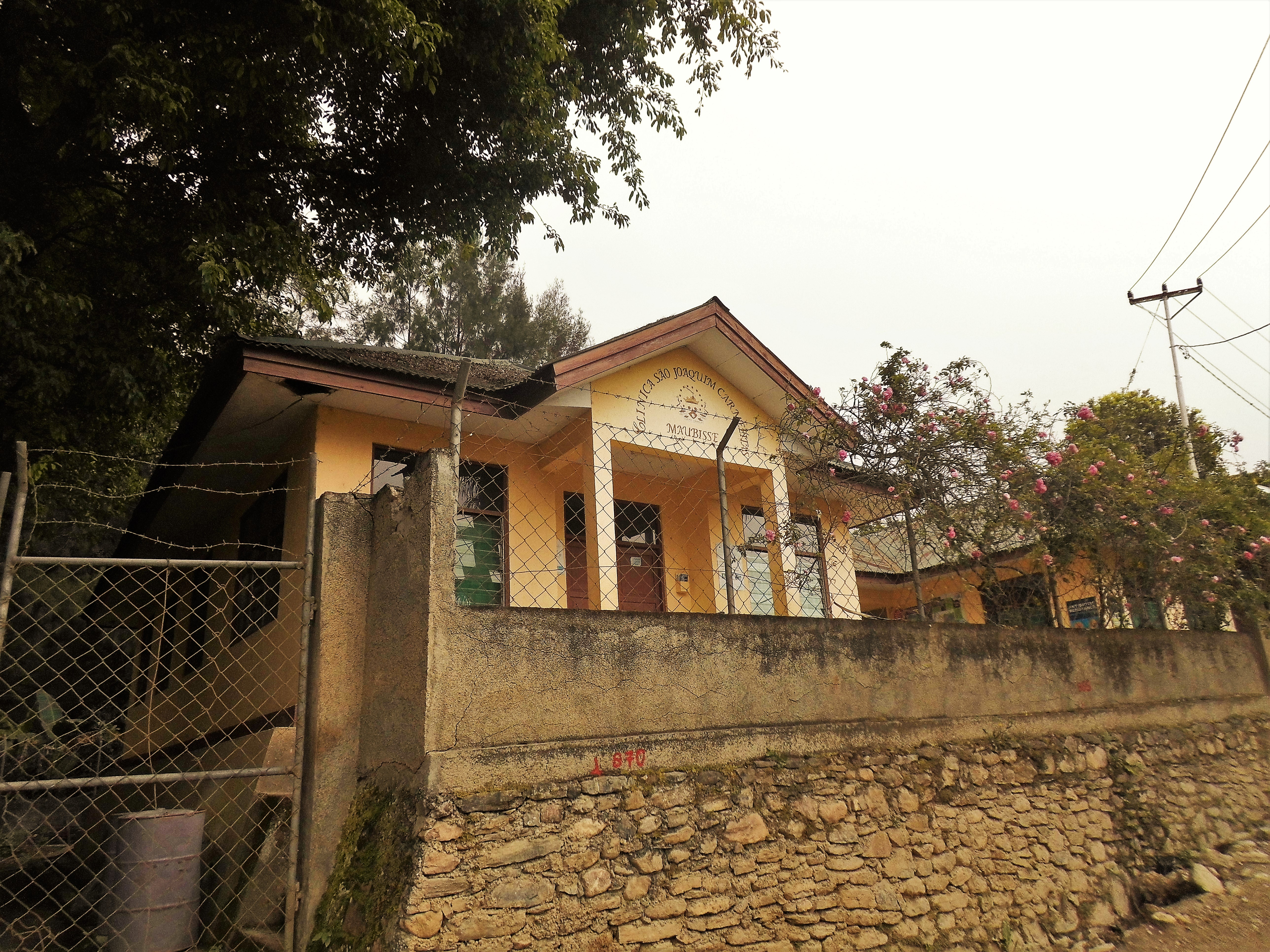
Die São-Joaquim-Klinik der Karmeliter in Maubisse

97 % der Haushalte Ainaros leben in ihrem eigenen Haus. Nur etwa ein Sechstel aller Wohnhäuser besteht aus Ziegeln oder Beton. Der Großteil der Gebäude wird noch immer aus Naturmaterialien, wie Bambus oder Palmwedeln, hergestellt. Die Hälfte der Dächer besteht aus Zink- und Eisenblechen, die Hilfsorganisationen nach der Operation Donner zum schnellen Wiederaufbau verteilt hatten. Allerdings sind über 40 % der Wohnhäuser noch mit Palmwedeln oder Stroh gedeckt. Bei fast vier Fünftel der Wohnhäuser besteht der Boden aus gestampftem Lehm, nur bei einem Sechstel aus Beton oder Fliesen. Insgesamt sind die Naturmaterialien in Ainaro weit stärker verbreitet als im Landesvergleich. Etwa 50 % der Haushalte haben Zugang zu sauberen Trinkwasserquellen (weniger als im Landesdurchschnitt), wobei nur 15 % das Wasser am oder im Haus haben. Die Bewohner der anderen Haushalte müssen das Trinkwasser aus öffentlichen Leitungen, Brunnen, Quellen oder Gewässern holen. Fast alle Haushalte benutzen Holz zum Kochen. Im Landesdurchschnitt sind es weniger. Mehr als zwei Drittel verwenden Petroleum um Licht zu erzeugen, nur ein Sechstel Strom. Im Landesdurchschnitt benutzten 2015 die Hälfte Petroleum und über ein Drittel Elektrizität. 2021 waren noch die fünf Sucos Mauchiga, Suro-Craic, Manetú, Manelobas und Nuno-Mogue ohne Anschluss an das Stromnetz.

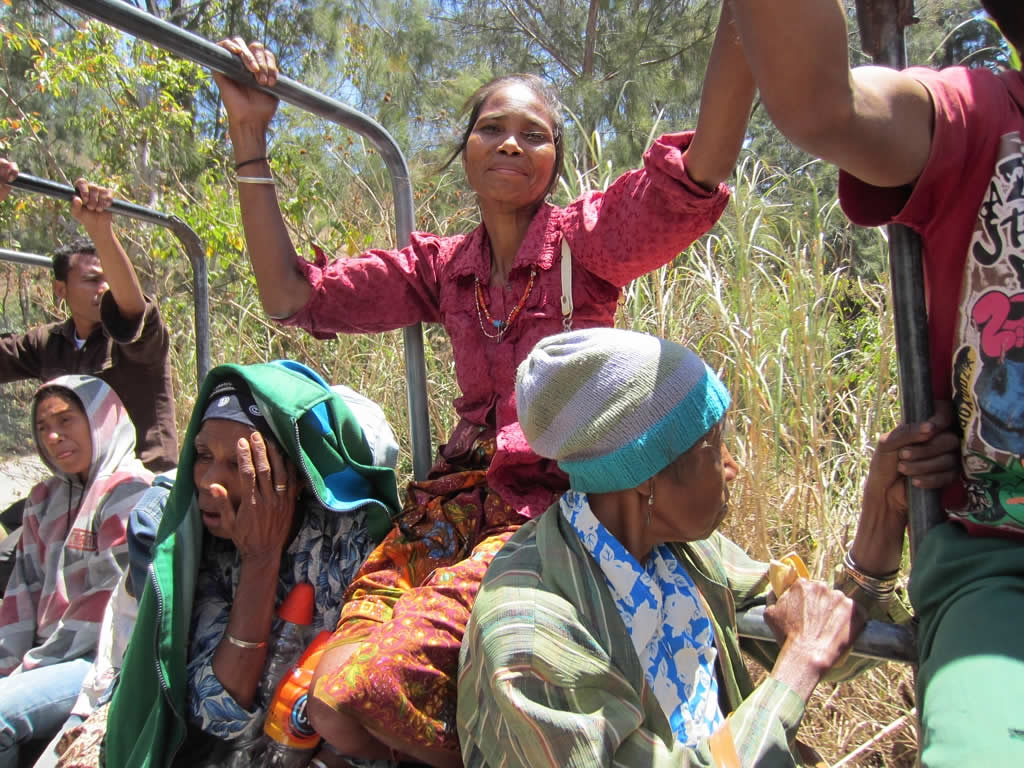
Öffentlicher Transport im Norden Ainaros

Drei Überlandstraßen verbinden die Hauptorte Ainaros miteinander und mit den Zentren außerhalb der Gemeinde. Die A02 kommt aus Dili im Norden, passiert Maubisse und Ainaro und schwenkt bei Cassa nach Westen in die Gemeinde Cova Lima. Die A05 spaltet sich bei Lientuto von der A02 ab und geht Richtung Südosten nach Same (Gemeinde Manufahi). Die A13 führt von Cassa aus als Teil der südlichen Küstenstraße nach Osten Richtung Dai-Sua und Betano (Gemeinde Manufahi). Ein weiterer Hauptverkehrsweg verbindet Hatu-Builico mit der A02 im Osten und ein anderer Maubisse mit Turiscai in Manufahi. Es gibt noch weitere kleinere Straßen und Pisten, doch sind sie in sehr unterschiedlichen Zustand. In der Regenzeit sind Straßensperrungen wegen Überflutungen, Abbrüchen und Erdrutschen normal. Die unbefestigten Wege sind dann oft gar nicht mehr befahrbar, weswegen Timor-Ponys noch immer eine große Bedeutung als Transportmittel haben. Den öffentlichen Personenverkehr zwischen den Orten übernehmen Lastwagen und Kleinbusse (Mikroléts). Flugfelder gibt es in Ainaro nicht. Ankerplätze an der Küste fehlen, so auch in Bonuc, dem einzigen Küstenort.
In der Gemeinde Ainaro gibt es zwei kommunale Radiosender. Aus der Stadt Ainaro sendet Lian Tatamailau (FM 98,1 MHz) und aus Maubisse Radio Maubisse Mauloko (FM 89,7 MHz). Der FRETILIN-Sender Radio Maubere ist auf FM 97,9 MHz zu empfangen. 40 % der Haushalte besitzen ein Radio, 11 % einen Fernseher.
| Anteil Haushalte mit …        |                              |                                        |                                        |                   |                         |                     |                         |               |
| … Hauswänden aus …            |                              |                                        |                                        |                   |                         |                     |                         |               |
| Ziegel / Beton                | Ziegel / Beton               | Holz                                   | Bambus                                 | Lehm              | Eisen- / Zinkblech      | Palmwedel           | Natursteine             | Sonstiges     |
| 15 %                          | 15 %                         | 5 %                                    | 43 %                                   | 5 %               | 3 %                     | 26 %                | 1 %                     | 2 %           |
| … Dächern aus …               | … Dächern aus …              | … Dächern aus …                        | … Dächern aus …                        | … Böden aus …     | … Böden aus …           | … Böden aus …       | … Böden aus …           | … Böden aus … |
| Palmwedel / Stroh / Bambus    | Eisen- / Zinkblech           | Dachziegel                             | Sonstiges                              | Beton             | Fliesen                 | Boden / Lehm        | Bambus / Holz           | Sonstiges     |
| 44 %                          | 54 %                         | 1 %                                    | 1 %                                    | 11 %              | 4 %                     | 78 %                | 4 %                     | 3 %           |
| Trinkwasserversorgung durch … |                              |                                        |                                        |                   |                         |                     |                         |               |
| Leitung oder Pumpe im Haus    | Leitung oder Pumpe außerhalb | Öffentliche Leitung, Brunnen, Bohrloch | Öffentliche Leitung, Brunnen, Bohrloch | geschützte Quelle | nicht geschützte Quelle | Oberflächengewässer | Oberflächengewässer     | Sonstiges     |
| 3 %                           | 12 %                         | 18 %                                   | 18 %                                   | 16 %              | 32 %                    | 16 %                | 16 %                    | 3 %           |
| Energiequelle zum Kochen      | Energiequelle zum Kochen     | Energiequelle zum Kochen               | Energiequelle zum Kochen               | Lichtquelle       | Lichtquelle             | Lichtquelle         | Lichtquelle             | Lichtquelle   |
| Elektrizität                  | Petroleum                    | Holz                                   | Sonstiges                              | Elektrizität      | Petroleum               | Holz                | Lichtnuss/ Candle berry | Sonstiges     |
| 1 %                           | 4 %                          | 95 %                                   | 1 %                                    | 15 %              | 76 %                    | 3 %                 | 3 %                     | 3 %           |

## Persönlichkeiten
- Jacob Xavier (1936/38–2012), Politiker, geboren in Hato-Mera
- Manuel Tilman (* 1946), Politiker
- Fernando Xavier (1947–2023), Unabhängigkeitsaktivist
- Gil da Costa Alves (1958–2019), Politiker
- Júlio Sarmento da Costa (1959–2024), Politiker
- Crisódio Araújo (1964–2021), Schriftsteller und Politiker
- Amândio de Sá Benevides (1964–2024), Jurist und Politiker
- António Verdial de Silva Ferreira (* 1968), Politiker
- João Pedro (* 1998), Fußballspieler

## Belege